# Mediaspree

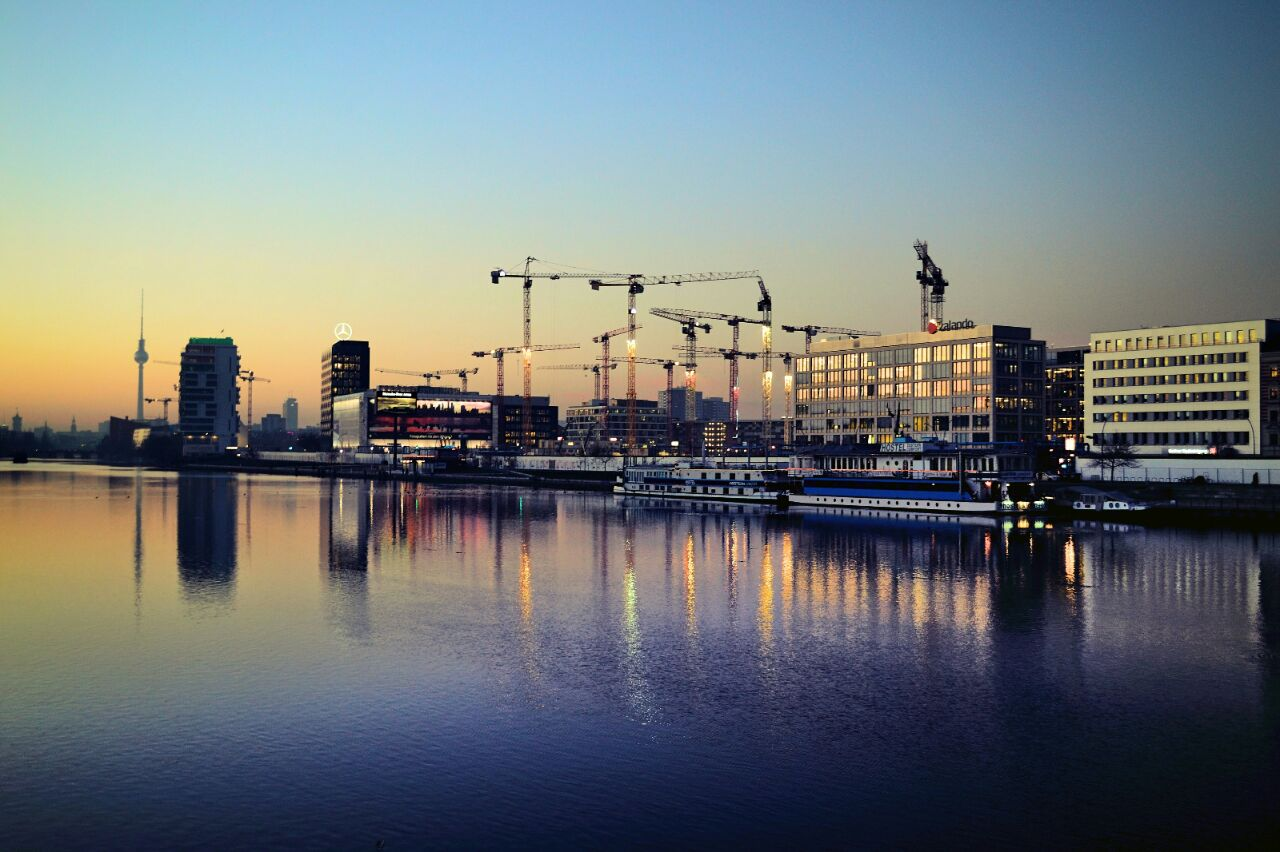
Blick auf die Mediaspree von der Oberbaumbrücke im Berliner Bezirk Friedrichshain-Kreuzberg in Richtung Westen, 2017

Mediaspree ist eines der größten Investorenprojekte in Berlin. Es strebt die Ansiedlung von Kommunikations- und Medienunternehmen entlang eines Teils des Spreeufers und eine diesem Bereich entsprechende Umstrukturierung an. Auf größtenteils bislang un- oder zwischengenutzten Grundstücken sollen Bürogebäude, Lofts, Hotels und andere Neubauten entstehen.
Die Planungen stammen überwiegend aus den 1990er Jahren, wurden aber wegen der damals schlechten wirtschaftlichen Lage nur zum Teil umgesetzt. Die Initiatoren sehen in dem Projekt eine große Chance für den Osten Berlins, Kritiker den Ausverkauf seiner wertvollsten Flächen. Als Kriterien für eine nachhaltige Standortentwicklung wurde von Mediaspree definiert:
- Eine öffentliche Ufernutzung,
- Bauten mit öffentlichen Bereichen im Erdgeschoss,
- Mischung aus großflächiger und kleinteiliger Nutzung,
- anspruchsvolle Architekturkonzepte
- Integration von Kunst und Medien.[1]

## Organisatorische Verwaltung

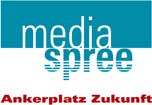
Mediaspree-Logo mit Motto

Es gibt keine Institution, die das Projekt zentral verwaltet und vermarktet; Mediaspree ist lediglich ein Label. Die Planung der einzelnen Bauvorhaben liegt bei Grundstücksbesitzern, Investoren und Bezirken (insbesondere Friedrichshain-Kreuzberg).
Als Anlaufstelle für Investoren und Unternehmen wurde jedoch im Mai 2004 der Verein Regionalmanagement mediaspree e. V. (ursprünglich media spree Berlin GmbH) gegründet, der bis Dezember 2008 Bestand hatte. Er entstand aus einer privatwirtschaftlichen Initiative als Zusammenschluss von verschiedenen Interessengruppen: Investoren aus der Bau- und Immobilienwirtschaft, Grundstückseigentümer, die nach der politischen Wende die Brachen auf dem ehemaligen Grenzgebiet erworben hatten, sowie Senats-, Bezirks- und IHK-Vertretern. Der Bezirk Friedrichshain-Kreuzberg war darin nicht federführend, sondern Partner im Sinne des Public Private Partnership. Die Vereinsmitgliedschaft war auf Eigentümer, Mieter und Pächter von Grundstücken oder Immobilien im Spreeraum beschränkt. 2008 hatte Mediaspree e. V. 21 Mitglieder, unter anderem die Anschutz Entertainment Group, Behala, die Berliner Stadtreinigungsbetriebe, die Deutsche Post Immobilien, die GASAG, IVG Immobilien und TLG Immobilien.
Der Verein sah seine Aufgabe darin, für den entsprechenden Spree-Bereich Räume und Flächen zu vermitteln, ansässige und ansiedlungswillige Unternehmen zu beraten, Kontakte zu Eigentümern, Behörden und Förderern zu vermitteln und Maßnahmen zum Marketing und zur Imagebildung zu ergreifen.
Nach Auslaufen der öffentlichen Förderung wurde Mediaspree e. V. am 31. Dezember 2008 aufgelöst. Seine Aufgaben werden nun von einer Standortgemeinschaft fortgeführt, die sich neu konstituiert hat, allerdings weiter unter dem Namen Mediaspree firmiert.
Die Berliner Senatsverwaltung für Stadtentwicklung führt ihre Planungen für den Bereich auf beiden Seiten der Spree inzwischen unter dem Begriff „Leitbild Spreeraum“.

## Lage

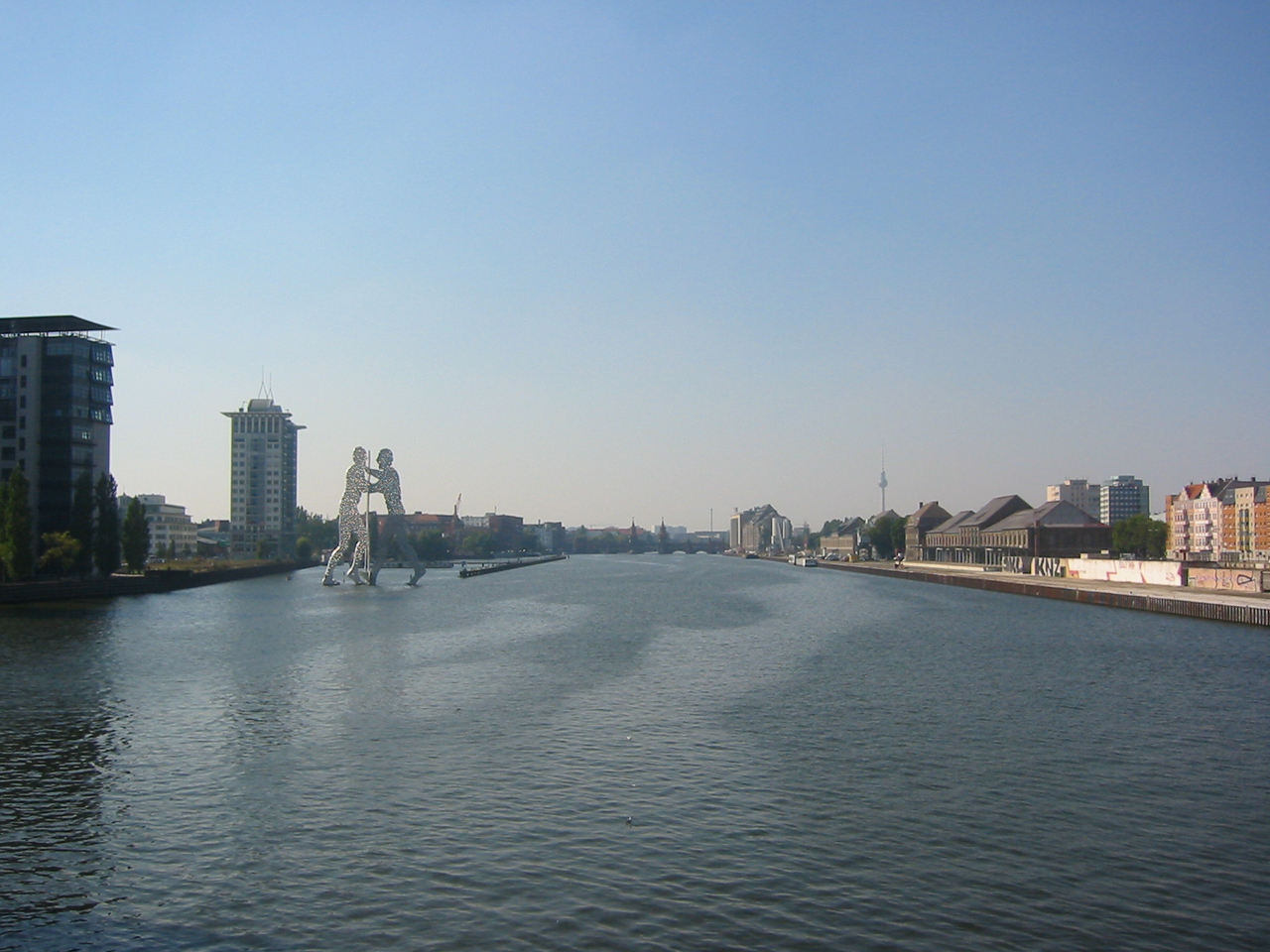
Lage des Mediaspree-Bereichs

Das Projekt bezieht sich auf einen etwa 3,7 Kilometer langen und 180 Hektar großen Raum beider Spreeufer an den Grenzen der Ortsteile Mitte, Friedrichshain, Kreuzberg und Alt-Treptow. Er wird im Westen von der Jannowitzbrücke, im Norden von der Bahntrasse, im Osten von der Elsenbrücke und im Süden von der Schlesischen Straße und der Köpenicker Straße begrenzt. Die Spree ist in diesem Abschnitt etwa 150 Meter breit und ihr Ufer verläuft relativ gerade. Sie wird von der Michaelbrücke, der Schillingbrücke und der Oberbaumbrücke gekreuzt. Neben großen, unbebauten Flächen befinden sich an den Ufern zahlreiche Industrie- und Gewerbebauten aus dem 19. und dem frühen 20. Jahrhundert, wie das Eierkühlhaus am Osthafen und die Eisfabrik, verschiedene Neubauten und die East Side Gallery. Durch öffentliche Verkehrsmittel ist das Gebiet gut an das Nah- und Fernverkehrsnetz angeschlossen.

## Geschichte
Im 19. und im frühen 20. Jahrhundert waren in dem Gebiet vorrangig Industrie und Gewerbe angesiedelt. Viele der heute noch existenten Gebäude stammen aus dieser Zeit und sind charakteristisch für ihre Epoche. Einige von ihnen stehen deshalb heute unter Denkmalschutz. Von besonderer Bedeutung für die Region waren vor dem Zweiten Weltkrieg vor allem der 1913 eröffnete Osthafen mit umfangreichen Lagermöglichkeiten für Getreide und andere Waren, das Eierkühlhaus und die Eisfabrik.
Zwischen 1939 und 1945 wurde das Gelände hauptsächlich von der Wehrmacht genutzt. Der Hafen diente ihr als Güterumschlagsplatz und in der heutigen Veranstaltungshalle Arena Berlin am Treptower Park, einer ehemaligen Omnibushalle, wurden Panzer und anderes Kriegsmaterial gewartet. Mehr als 150 Kriegsgefangene und Fremdarbeiter arbeiteten auf dem Hafengelände.
Nach dem Krieg waren große Teile der Gebäude zerstört. Bis 1947 wurden große Flächen von den Sowjets beschlagnahmt und genutzt, transportables Material wurde demontiert und als Teil der Reparationsforderungen in die Sowjetunion gebracht.
Zu Zeiten des Kalten Krieges lag das Gelände mitten im Grenzgebiet zwischen Ost- und West-Berlin, was eine wirtschaftliche Entwicklung unmöglich machte. Auf DDR-Seite wurden Teile der Industriegebäude durch Wachturmaufbauten und ähnliches in die Grenzsicherung miteinbezogen. Die Berliner Mauer verlief am nördlichen Spree-Ufer parallel zum Fluss, der die offizielle Grenze darstellte. Auf West-Berliner Seite entstanden im südlich an die Spree grenzenden Ortsteil Kreuzberg verschiedene alternative Projekte.
Die Neuordnung des Areals nach der Wende begann nur langsam. Ein etwa 1,3 Kilometer langes Teilstück der Berliner Mauer wurde nicht abgerissen, sondern von Künstlern gestaltet und bildet seit 1990 als East Side Gallery die längste Open-Air-Galerie der Welt. Ab 1998 wurde der Ostbahnhof umgebaut und im Jahr 2000 neueröffnet. Viele der brachliegenden Flächen wurden von Investoren aufgekauft. Eine entscheidende Entwicklung setzte aber erst 2002 mit der Verabschiedung eines Flächennutzungsplans durch den Berliner Senat und dem Vorantreiben des Projektes Mediaspree ein.

## Überblick
Zu den ersten nach dem Mauerfall im Mediaspree-Gebiet realisierten Investorenprojekten zählen der Bau der Treptowers, der ver.di-Zentrale an der Schillingbrücke, sowie der Umbau des Eierkühlhauses zur Deutschlandzentrale der Universal Music, der vom Senat mit zehn Millionen Euro gefördert und Mitte 2002 abgeschlossen wurde. Im Frühjahr 2004 erfolgte die ebenfalls bezuschusste Ansiedlung von MTV Networks Germany in einer ehemaligen Lagerhalle am Osthafen. 2005 folgten VIVA und VIVA Plus auf Grund ihrer Übernahme durch den MTV-Konzern. Auf dem Areal des ehemaligen Ostgüterbahnhofs wurde von der Anschutz Entertainment Group die damalige O2 World Berlin (heute: Uber Arena) errichtet und am 10. September 2008 von Protesten begleitet eröffnet.
Weitere bereits abgeschlossene Bau- und Umbauvorhaben im Mediaspree-Gebiet sind unter anderem das EnergieForum Berlin, der Industriepalast an der Warschauer Straße, das European Shared Service Center der BASF in der Oberbaum City, die Fernsehwerft, die Sanierung der Viktoria-Mühle, der Wissinger Höfe, der ehemaligen Heeresbäckerei und der Josetti-Höfe. Noch nicht fertiggestellt sind dagegen bisher unter anderem die Projekte Spree Urban und Spreeport, das Columbus-Haus, die Bebauung des Postareals um den Postbahnhof, das Anschutz-Gelände, das Quartier in Orange der BSR, das künftige Modehaus Labels 2, der geplante Yachthafen, die Neuen Spreespeicher und der Umbau der Eisfabrik.
Zu Erholungszwecken sind von Mediaspree ein zehn Meter breiter Uferstreifen und ein Park an der Spree eingeplant sowie einige kleinere Pocket-Parks zwischen Spree und Stralauer Allee um die East Side Gallery herum. Außerdem sind beiderseits des Flusses Promenaden und Radwege vorgesehen. Von einer Wiedererrichtung der zerstörten Brommybrücke zur Entlastung des zunehmenden Verkehrsaufkommens wurde dagegen nach Protesten wieder Abstand genommen – stattdessen soll nun ein temporärer „Kunststeg“ gebaut werden.

## Stadtumbau West
Mediaspree geht mit dem Senatsprojekt Stadtumbau West einher, das sich neben der Umstrukturierung des Kreuzberger Spreeufers auch explizit um die Entwicklung der Gebiete Neukölln-Südring, Schöneberg-Südkreuz und Tiergarten-Nordring/Heidestraße einsetzt. Die Bundesregierung und das Land Berlin möchten damit nachteiligen Folgen des wirtschaftlichen und demografischen Wandels entgegenwirken, indem „private Investitionen und zukunftsfähige Arbeitsplätze“ gefördert werden sollen.

## Bereits realisierte Projekte
(Objektbeschreibungen weitgehend nach mediaspree.de)

### Nördliches Spreeufer von West nach Ost

#### Fortress Multi Service Center
Das von der Fortress Immobilien AG Meerbusch gebaute, an der Holzmarktstraße 1–9 unmittelbar neben dem Bahnhof Berlin Jannowitzbrücke befindliche, neue Multi-Service-Center beinhaltet eine Tamoil-Tankstelle, ein Burger King mit Drive-In, ein Lidl-Discounter und Büros. Das Investitionsvolumen betrug 8,3 Millionen Euro.

#### Trias

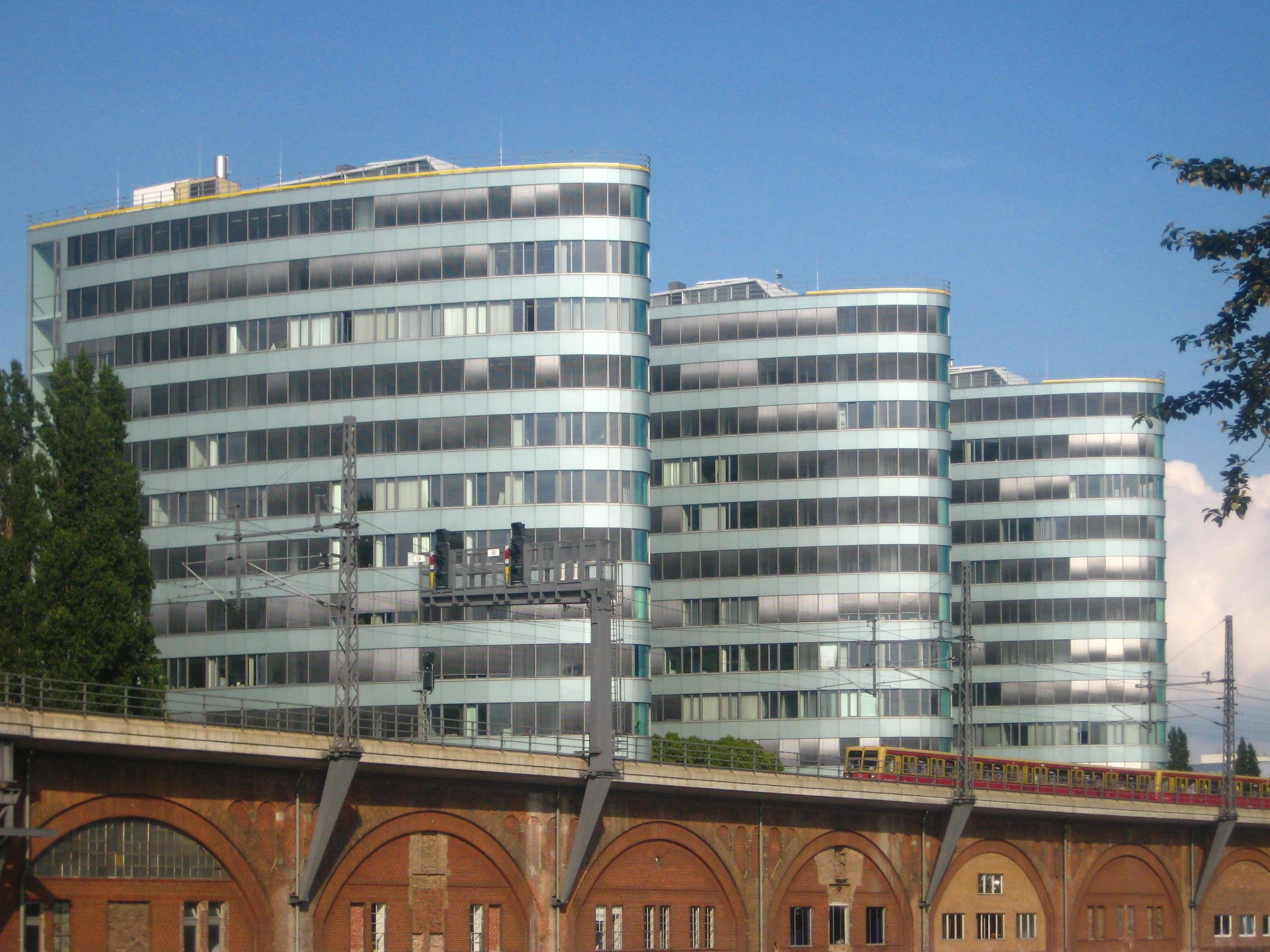
Das Trias-Gebäude, Sitz der BVG

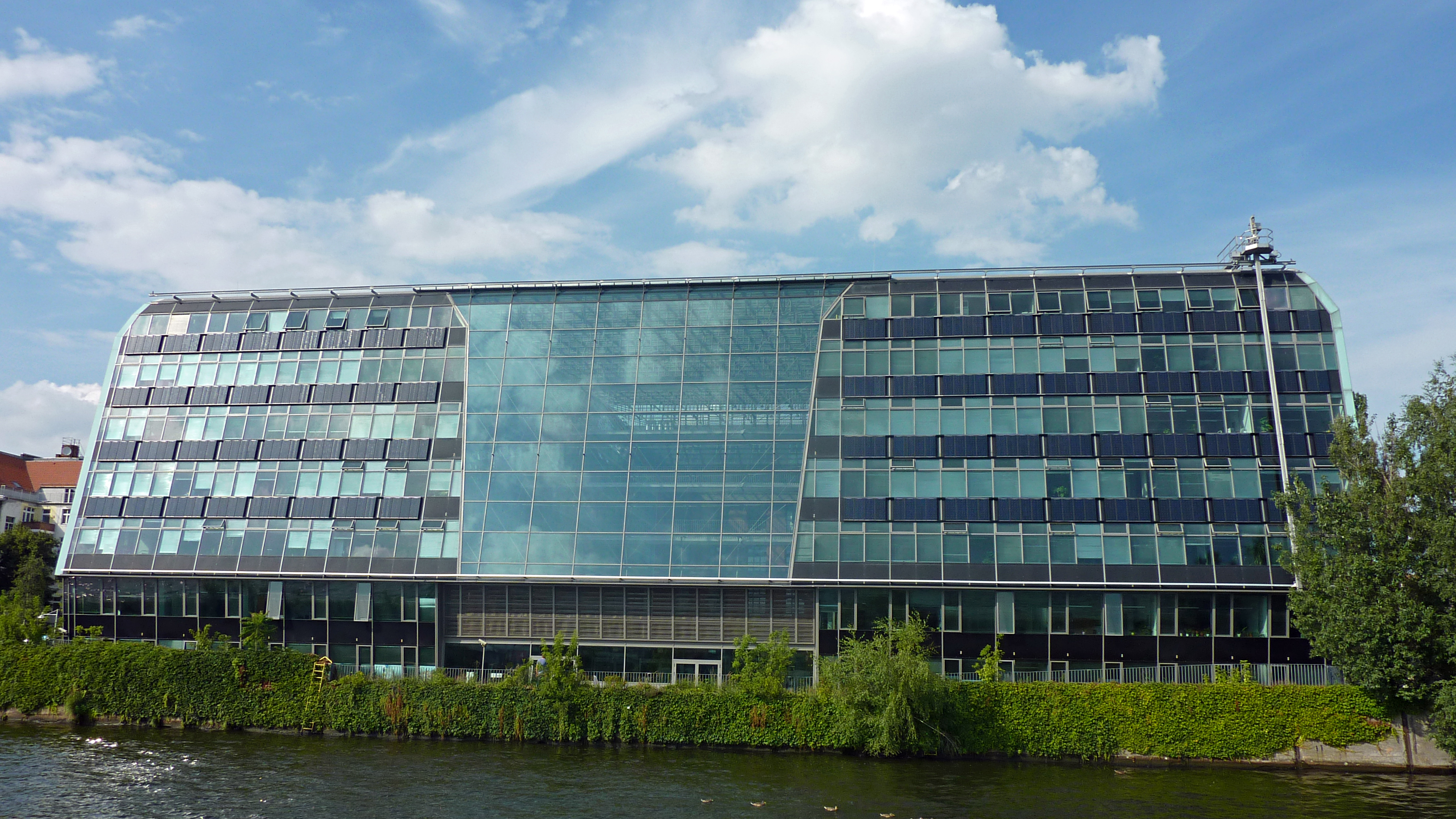
EnergieForum Berlin, Neubau an der Spree

Das Trias an der Holzmarktstraße 15–17 wurde von 1994 bis 1996 von der Architektengemeinschaft Lucia Beringer und Gunther Wawrik erbaut und beherbergt seit August 2008 die Hauptverwaltung der Berliner Verkehrsbetriebe (BVG). Es besteht aus drei 13-geschossigen Bürotürmen und einem sechsgeschossigen Gebäuderiegel.

#### Ibis Hotel
Der siebengeschossige Gebäudekomplex direkt an der Schillingbrücke wurde im Jahr 2000 fertiggestellt und besteht aus drei Teilen, in denen sich Gewerbeflächen, 20 Wohnungen und das Hotel Ibis Berlin City Ost mit 242 Zimmern befinden.

#### EnergieForum Berlin
Das Gebäude am Stralauer Platz 33/34 wurde 1906–1908 errichtet und beherbergte früher das Zentralmagazin der städtischen Gaswerke. Bis 2002 wurde es als EnergieForum Berlin mit der thematischen Ausrichtung auf regenerative Energien und rationelle Energieanwendung umgebaut und um einen Neubau ergänzt. Es wurde am 28. Oktober 2003 eröffnet. Das denkmalgeschützte Magazingebäude und zwei moderne Baukörper an der Spree wurden durch ein gläsernes Atrium miteinander verbunden. Angesiedelt haben sich Unternehmen und Institutionen, die sich national und international im Bereich umweltschonender und regenerativer Energieerzeugung und -anwendung profilieren und das EnergieForum als Bürogebäude und Veranstaltungsort nutzen.

#### East-Side-Park

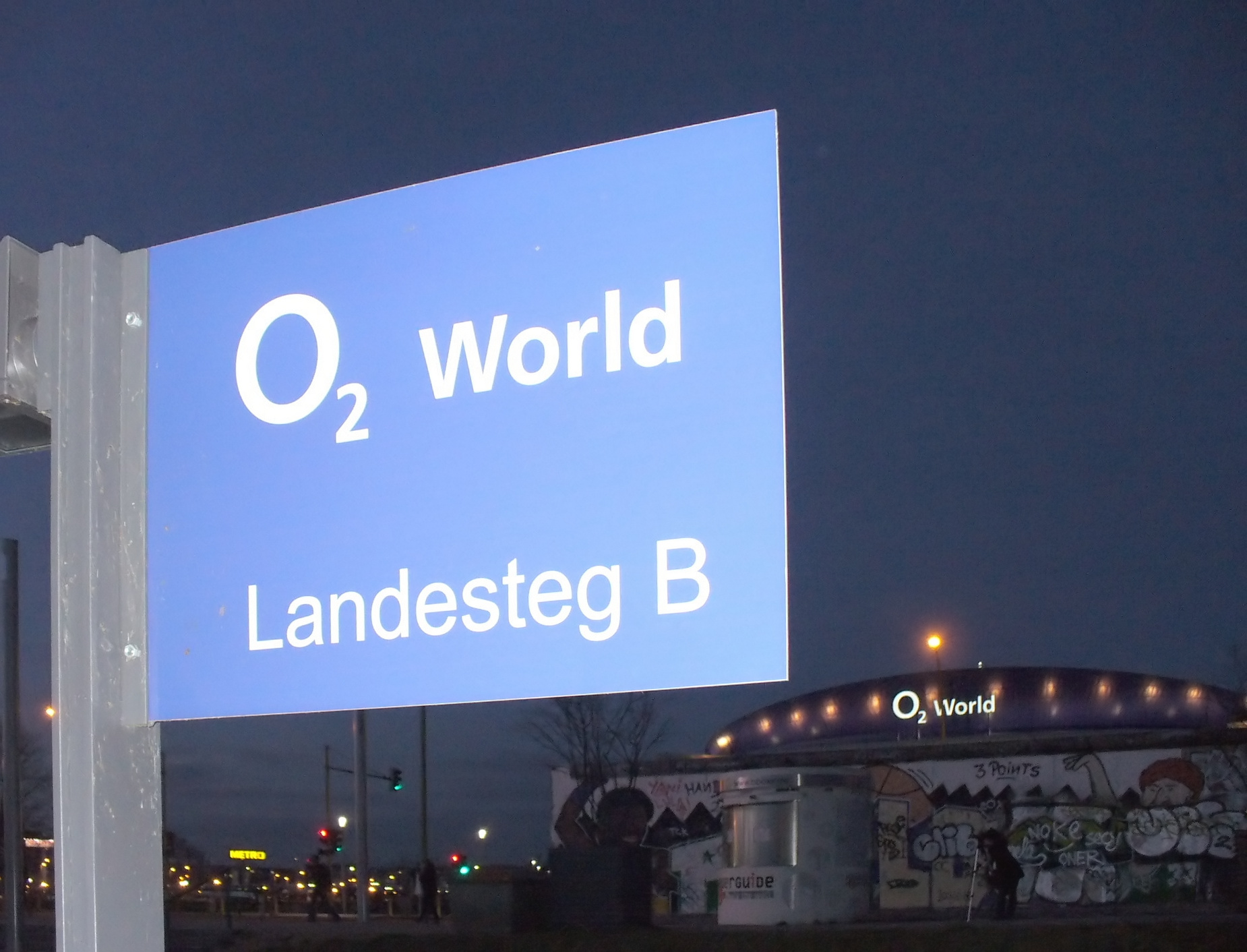
Schild der Anlegestelle im East-Side-Park, im Hintergrund Reste der Mauer und O_{2} World Berlin

Der East-Side-Park befindet sich zwischen der East Side Gallery und der Spree. Wie der geplante Park an der Spree (siehe unten) wurde er vom Bezirksamt Friedrichshain-Kreuzberg in Auftrag gegeben und vom Büro für Landschaftsarchitektur Häfner/Jiménez entworfen. In seiner Mitte befindet sich die sogenannte „Boat Landing Plaza“ – eine für die damalige O2 World Berlin gebaute Anlegestelle. Der Park ist rund 1,5 Hektar groß und wurde von August 2006 bis zum Frühjahr 2009 realisiert. Die Baukosten beliefen sich auf 816.000 Euro.
Die Anlage teilt sich in zwei Ebenen; die obere wird durch den Denkmalbereich der Berliner Mauer und den ehemaligen Kontrollweg definiert. In ihrer kargen Ausgestaltung soll sie an den hier früher verlaufenden Todesstreifen erinnern. Die an der Mauer gestaltete East Side Gallery wird seit Oktober 2008 instand gesetzt. Die zweite Anlagenebene bildet ein Promenadenweg direkt am Wasser. Dazwischen wurden Liegewiesen angelegt, die zur Spree hin abfallen.
Kritisiert wird am East-Side-Park vor allem die Anlegestelle der damaligen O2 World Berlin, für die ein 45 Meter langes Teilstück der denkmalgeschützten East Side Gallery entfernt werden musste. Zudem wurde an dieser Stelle eine Werbetafel gebaut, die auf Grund ihrer Dimension, ihrer Lichtintensität und ihrer Lage in der Blicklinie zwischen Oberbaumbrücke und Fernsehturm als störend empfunden wird.

#### Uber Arena

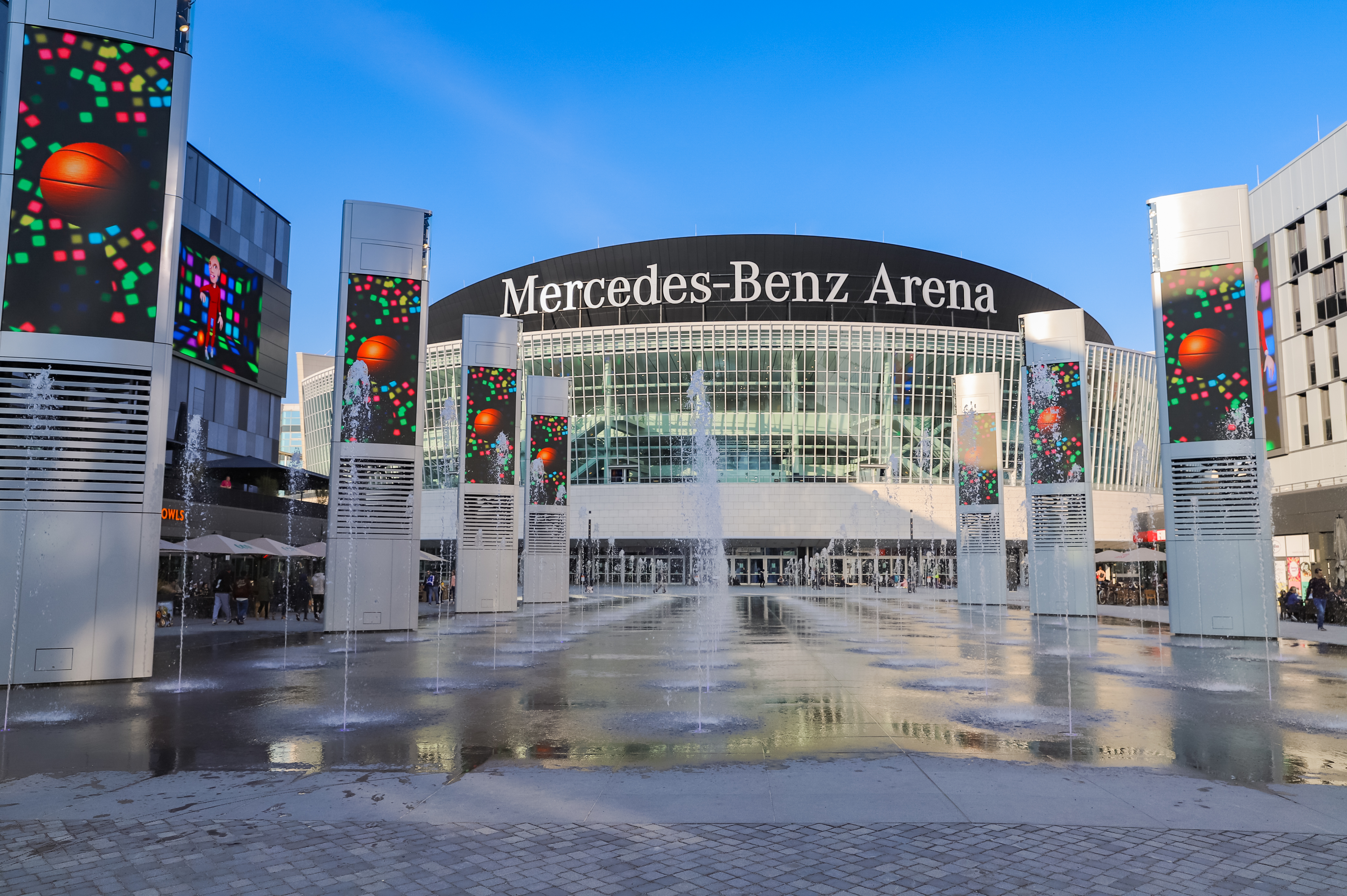
Damalige Mercedes-Benz Arena zwischen Berlin Ostbahnhof und Warschauer Straße, 2019

Die Uber Arena an der Mühlenstraße 12–30 ist mit bis zu 17.000 Sitz- und Stehplätzen nach der Lanxess Arena in Köln die zweitgrößte Multifunktionshalle Deutschlands. Die Grundsteinlegung der damaligen O2 World Berlin erfolgte am 13. September 2006; die von Protesten begleitete Eröffnungsfeier fand am 10. September 2008 statt. Bauherr und Betreiber ist die Anschutz Entertainment Group. Die Baukosten werden auf rund 165 Millionen Euro beziffert und wurden zum Teil vom Senat übernommen. Die seinerzeitige Namenspartnerschaft mit O2 (Germany) war über 15 Jahre angelegt, die bereits vor Ende der Vertragslaufzeit im Juli 2015 vom baden-württembergischen Autobauer Mercedes-Benz als Mercedes-Benz Arena übernommen wurde. Seit März 2024 hat die Halle ihren jetzigen Namen.
Seit der Eröffnung der Arena tragen der Eishockey-Verein Eisbären Berlin und der Basketball-Verein Alba Berlin ihre Heimspiele dort aus. Außerdem wird sie für Konzerte und Versammlungen genutzt. Die Mercedes-Benz Arena Berlin ist eines der meistkritisierten Projekte der Mediaspree. Als störend werden vor allem die großdimensionalen und lichtintensiven Werbeinstallationen empfunden sowie ein wenig sensibles Vorgehen beim Bau der Halle (siehe: East-Side-Park).

#### BSR-Kundendienstzentrum
Das Kundendienstzentrum der Berliner Stadtreinigungsbetriebe (BSR) ist Teil des noch in Planung befindlichen Quartier in Orange (siehe unten). Es hat in der Mühlenstraße 9/10 ein Ensemble bezogen, das aus einem Neubau und einem zum Bürogebäude umgestalteten Wohnhaus besteht. Die Gebäude und der auf dem Gelände befindliche BSR-Betriebshof sind durch Passarelle auf zwei Etagen miteinander verbunden. In unmittelbarer Nachbarschaft befinden sich außerdem Garagen und Parkplätze für die Fahrzeuge der Ruwe GmbH, die an der Warschauer Straße ihren Verwaltungssitz hat.

#### Industriepalast

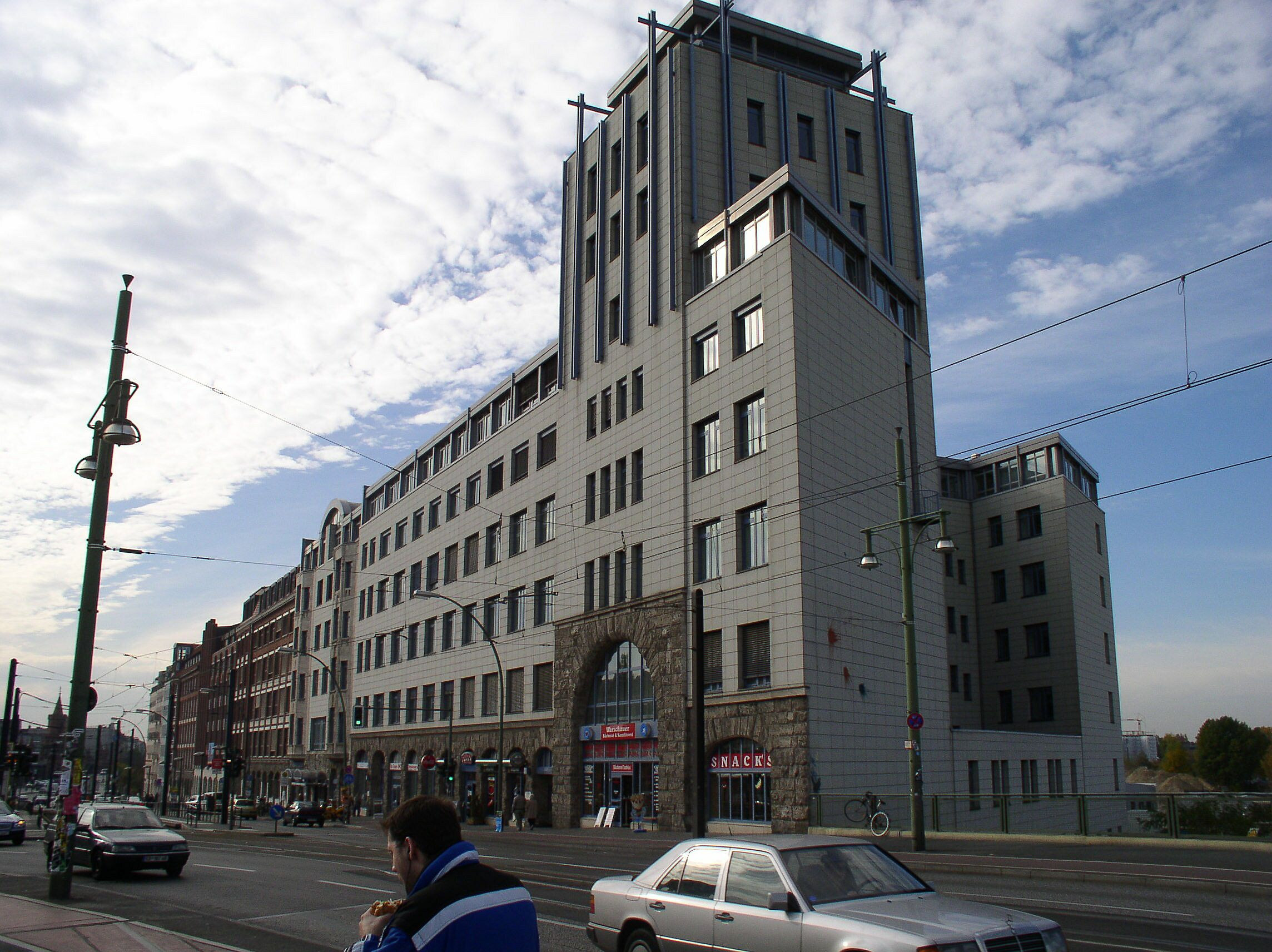
Industriepalast an der Warschauer Straße

Der Industriepalast in der Warschauer Straße 34–44 wurde von 1906 bis 1907 nach Plänen von Johann Emil Schaudt erbaut. Es handelt sich um eine für ihre Zeit typische Etagenfabrik, die als Eisenskelettbau fünf einzelne Gebäude zu einem Gesamtkomplex verbindet.
Von 1992 bis 1993 wurde die unter Denkmalschutz stehende Fassade des Industriepalastes neu gestaltet. Die Hausnummern 43/44 wurden im Rahmen des Mediaspree-Projektes umfassend saniert und um einen Neubau ergänzt, der sich optisch an dem historischen Bau orientiert. Die Etagen wurden als Büroflächen ausgebaut, sodass insgesamt 3.500 m² Büro- und Gewerbeflächen entstanden.

#### Toyota-Autohaus
Das Toyota-Autohaus an der Stralauer Allee 44–47 entstand mit einem Investitionsvolumen von zehn Millionen Euro und wurde im November 2007 eröffnet. Auf einer Nutzfläche von rund 2800 m² werden Neu- und Gebrauchtwagen präsentiert. Außerdem befindet sich an dem Standort eine Werkstatt für Wagen der Luxusmarke Lexus, die zum Toyota-Konzern gehört.

#### Deutschlandzentrale von Universal Music (Eierkühlhaus)

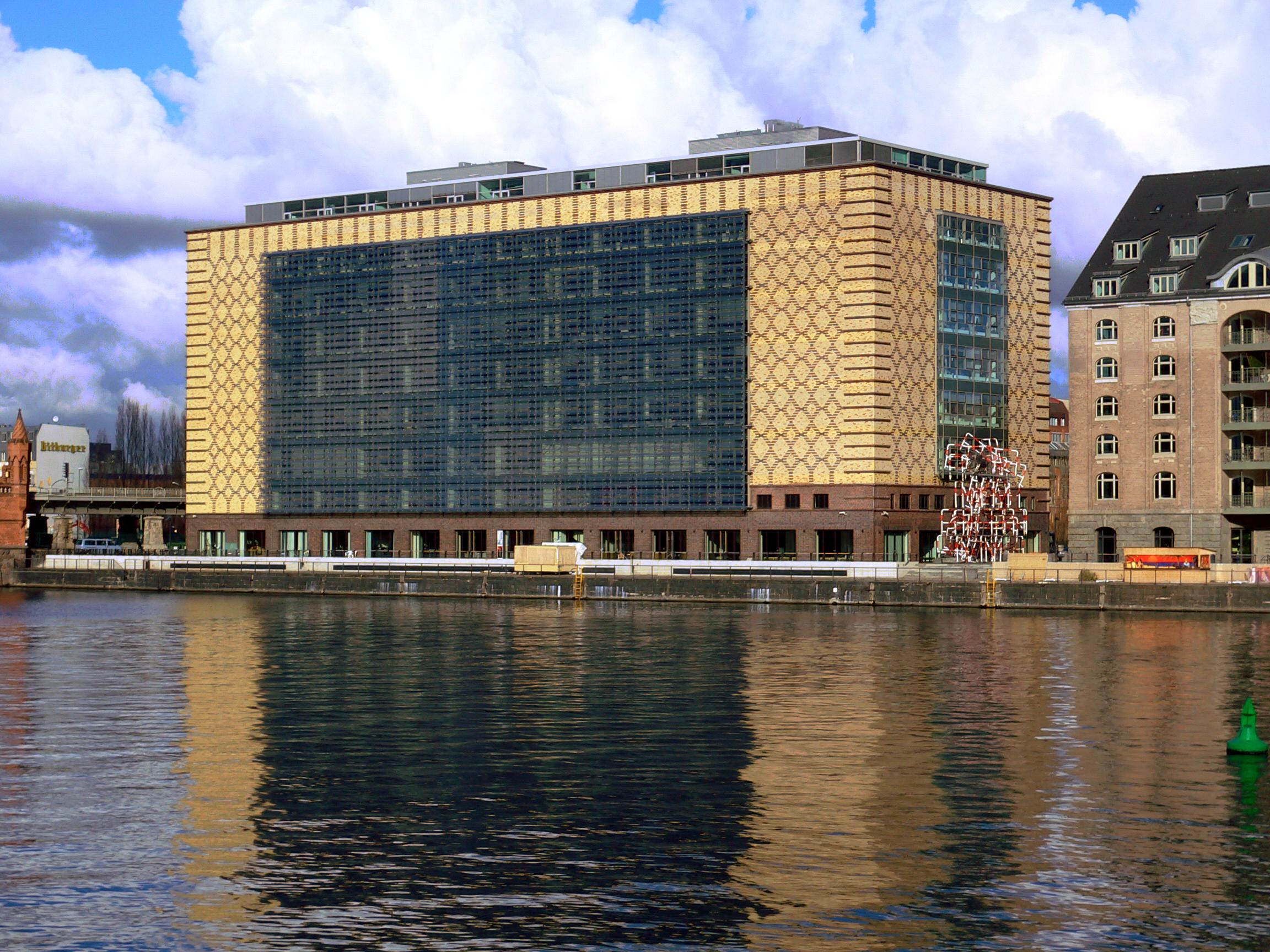
Das Eierkühlhaus am Osthafen in Berlin

Seit Juli 2002 befindet sich die Deutschlandzentrale des Musikkonzerns Universal Music an der Stralauer Allee 1 im ehemaligen Eierkühlhaus, das 1928/1929 nach Plänen des Dresdner Baurats Oskar Pusch errichtet wurde. Die funktionale und denkmalgeschützte Fassade des Kühlhauses trägt die Züge der Bauhaus-Architektur: ein 25 cm dickes Klinkermauerwerk mit einem Rautenmuster als Dekorelement und Gesimsbändern an den Gebäudeecken. Nach seiner Stilllegung beschlossen die Berliner Hafen- und Lagerbetriebe BEHALA 1992, das Kühlhaus und den benachbarten Getreidespeicher (siehe unten) einer neuen Nutzung zuzuführen. Ab 1995 gab es Pläne, beide zu einem Gebäudekomplex zu verbinden und als Business-Design-Center zu nutzen, die allerdings nicht verwirklicht wurden.
Von 2000 bis 2002 wurde das Kühlhaus durch den Berliner Architekten Reinhard Müller zu einem Büro- und Geschäftshaus umgebaut. Dabei wurde die ursprünglich geschlossene Fassade an drei Seiten großflächig geöffnet und mit einer vorgehängten Glasfassade versehen. Nur die nach Nordwesten zur Oberbaumbrücke gerichtete Stirnseite weist noch eine geschlossene Klinkerfassade auf. Die historischen Stilelemente der Fenster, Kappendecken und Wände sind erhalten geblieben. Ursprünglich war geplant, die Glasscheiben mit einem gerasterten Rautenmuster zu versehen, um im Sinne des Denkmalschutzes ein geschlossenes Fassadenbild zu erzielen. Wegen Problemen bei der Belichtung der innenliegenden Bereiche wurde letztlich aber darauf verzichtet. Außer Universal Music sind verschiedene weitere Medien- und Dienstleistungsunternehmen in das Gebäude eingezogen.

#### Office-Lofts im Getreidespeicher

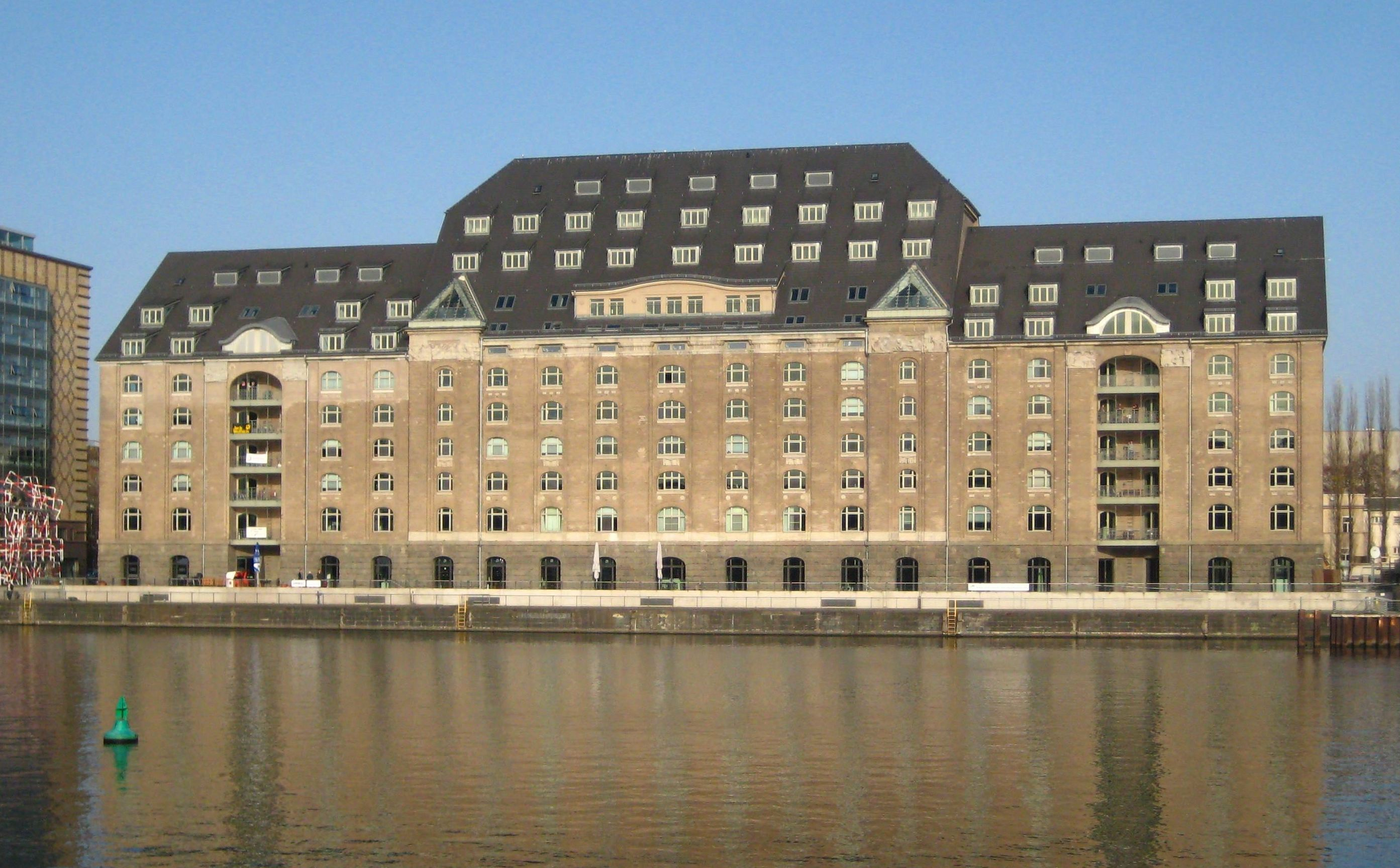
Ehemaliger Getreidespeicher

Der von 1907 bis 1913 errichtete Getreidespeicher wurde von dem Berliner Architekten Friedrich Krause entworfen, der bereits die Hafenanlage in Stettin realisiert hatte. Er wählte mit dem riesigen Walmdach, den Klinkerflächen und Naturwerksteinen die für diese Zeit typische klassizistische Bauweise.
Bis 1990 wurde das Gebäude als Lagerhaus genutzt, danach stand es einige Jahre leer. Nach der Erteilung der Baugenehmigung im Mai 2000 wurde es bis März 2001 komplett saniert, wobei die historischen Stilelemente der Fenster, Kappendecken und Wände erhalten blieben. Zusätzliche Treppenhäuser und Aufzüge sowie eine Tiefgarage wurden neu gebaut. Über alle acht Etagen wurden auf insgesamt 18.000 m² Büros und Office-Lofts eingerichtet.

#### nhow-Hotel

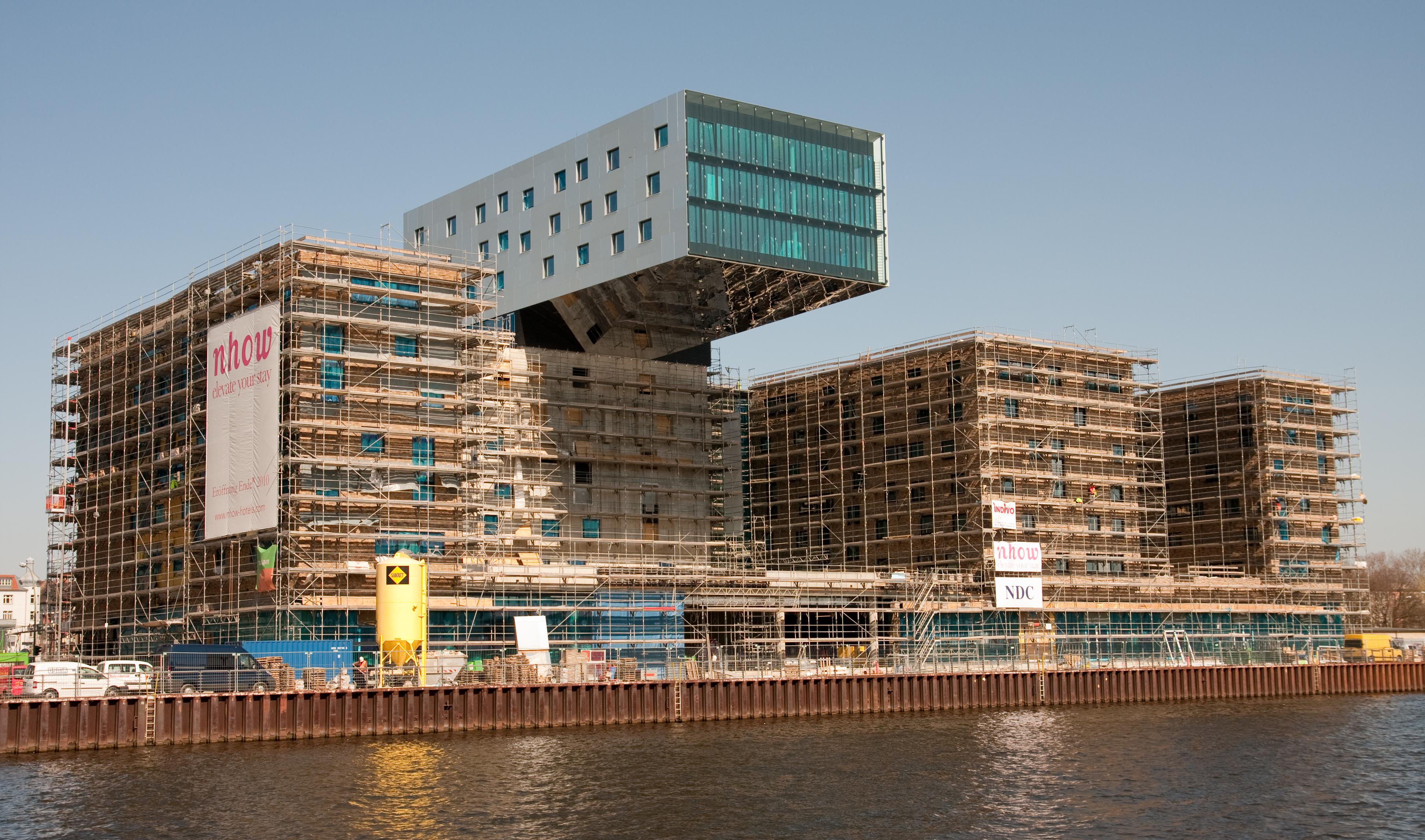
NH-Hotel im Bau, April 2010

Unmittelbar östlich des ehemaligen Getreidespeichers (siehe oben) baute der Projektentwickler Nippon Development Corporation (jetzt: NDC Projektentwicklung) mit Sitz in Berlin ein neues Vier-Sterne Kongress-Hotel mit 310 Zimmern und einem großen Tagungszentrum mit ca. 2000 m². Der Betreiber des nhow-Hotels ist die NH Hotel Group aus Madrid. Der Bauentwurf stammt vom Architekturbüro nps tchoban voss und besteht aus zwei Baukörpern, die mit einem transparenten Steg verbunden sind. Über einem traditionellen Unterbau mit Lochfassade und Klinkerverkleidung wurde ein dreigeschossiger Kubus in silberfarbener Metallverkleidung gesetzt. Das an der Unterseite verspiegelte Bauteil kragt 25 m ohne weitere Stützkonstruktion zur Spree hin aus. In den oberen Etagen ist ein vollständiges Tonstudio mit Aufnahmekabine installiert. Die spektakuläre Inneneinrichtung stammt von Karim Rashid aus New York, der die Innenräume in ein farbiges OP Art Kunstwerk verwandelte. Das Projekt fand die volle Unterstützung des Bezirksamtes Friedrichshain-Kreuzberg und wurde nach nur zwei Jahren im Oktober 2010 fertiggestellt.

#### Coca-Cola-Deutschlandzentrale

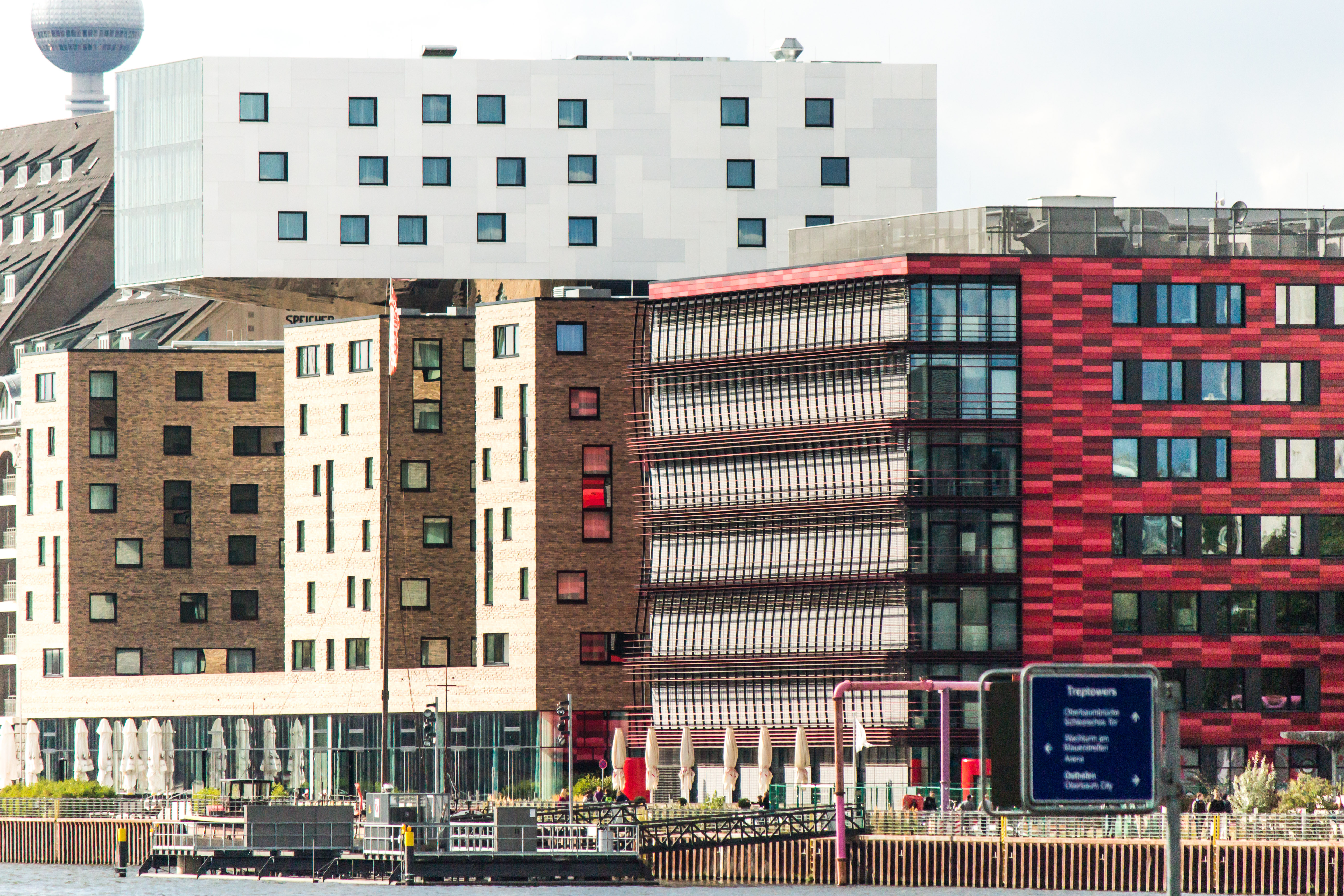
nhow-Hotel und Coca-Cola-Haus, August 2014

Direkt neben dem nhow-Hotel befindet sich ein neugebautes Bürohaus, in dem sich seit März 2013 die Zentrale der deutschen Coca-Cola GmbH befindet.

#### Oberbaum City

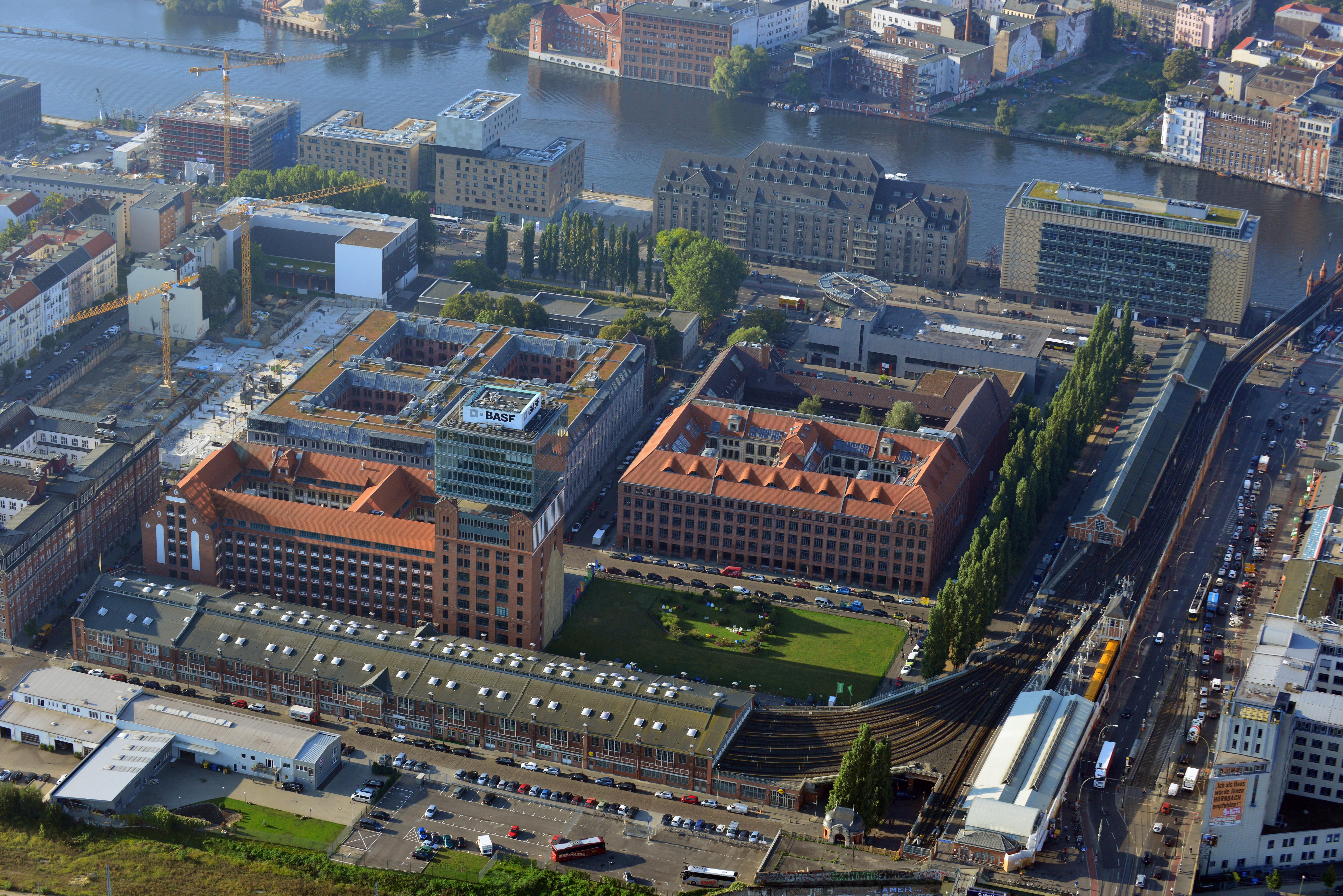
Die Oberbaum City von Norden

Als Oberbaum City wird seit etwa 1999 das Gelände um die ehemalige Narva Lampenfabrik im Berliner Ortsteil Friedrichshain zwischen dem U-Bahnhof Warschauer Straße und der Modersohnstraße, nahe der Oberbaumbrücke, nördlich der Spree bezeichnet.
Nachdem die Glühlampenproduktion 1992 eingestellt und der Gebäudekomplex ins Baudenkmalbuch eingetragen wurde, entwickelte die HypoVereinsbank zwischen 1993 und 2000 fünf Gebäude des Areals der ehemaligen „Lampenstadt“ zu modernen Büro- und Geschäftshäusern. Die unter Denkmalschutz stehenden Gründerzeit-Fassaden wurden restauriert, die Gebäude zum Teil vollständig entkernt und komplett saniert. Hinter den historischen Mauern entstanden in allen Gebäuden neubaugleiche moderne, architektonisch ansprechende Büroflächen.
Heute ist die Oberbaum City ein Büro- und Geschäftsquartier für sowohl etablierte als auch junge kreative Unternehmen verschiedenster Wirtschaftsbereiche.
Am Standort arbeiten über 3.500 Beschäftigte für mehr als 80 Firmen.

#### BASF Services Europe GmbH
Das markanteste der Gebäude der Oberbaum City ist der Lichtturm genannte ehemalige „Narva-Würfel“. Er wird seit 2005 von der BASF gemietet, die dort Personal- und Finanzdienstleistungen für europäische Gruppengesellschaften der BASF erbringt. Der Bau wurde von 1906 bis 1912 durch die Deutsche Gasglühlicht AG als Teil eines Glühlampenwerks errichtet und war Berlins erstes Hochhaus. Die Erweiterung um den Glasaufbau erfolgte 1963. Von Mitte 1997 bis Mitte 2000 wurde die Anlage zum Bürogebäude umgebaut und zählt heute als technisches Denkmal.

#### VIMN Northern Europe

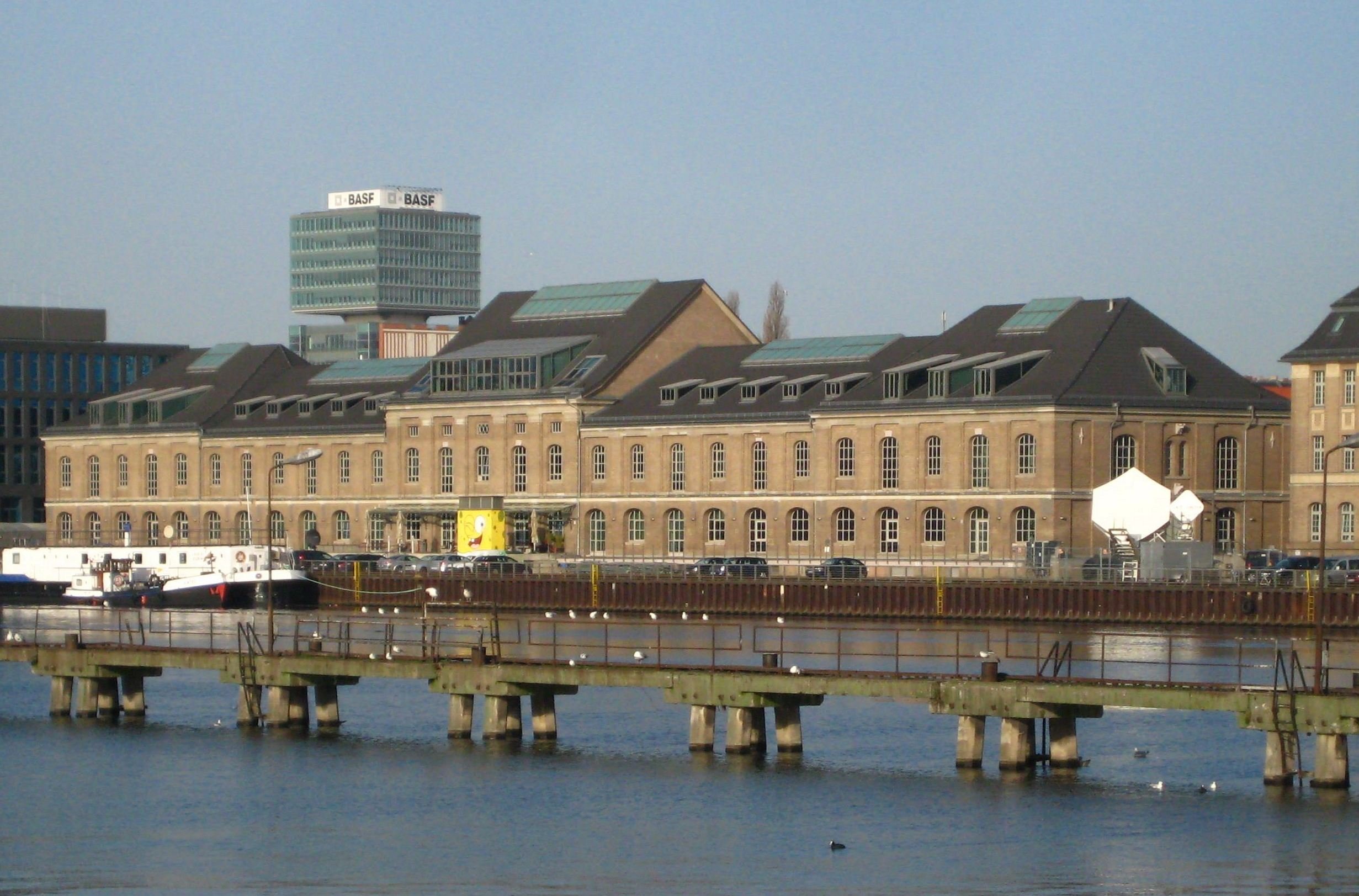
Das Funkhaus von MTV in der ehemaligen Lagerhalle West

Im Frühjahr 2004 ist die Deutschlandzentrale des Fernsehsenders MTV Germany von München an die Stralauer Allee 6/7 in die ehemalige BEHALA-Lagerhalle West gezogen, die umfassend saniert worden war. Westlich von ihr wurde von 2006 bis 2007 ein Neubau für die zum Konzern gehörende Senderfamilie Viacom (VIVA Deutschland, Nickelodeon Deutschland und Comedy Central Deutschland) errichtet. Das Gebäude hat bei einem quadratischen Grundriss eine Kantenlänge von ca. 40 Metern und ist rund 19 Meter hoch. In ihm sind Büros für 300 Mitarbeiter, Archiv-, Neben- und Technikflächen sowie eine betriebseigene Kita untergebracht. Die Ziegelfassade des Neubaus wurde in Steinformat und Farbe der benachbarten Lagerhalle angeglichen.

#### A-Medialynx GmbH
Das ehemalige Hafenbüro der BEHALA an der Stralauer Allee 8 wurden 2007 saniert und von der A-Medialynx GmbH bezogen, einem Komplettanbieter für TV-Produktionen und Satellitenübertragungstechnik in Besitz von Helmut Audrit.

#### Fernsehwerft

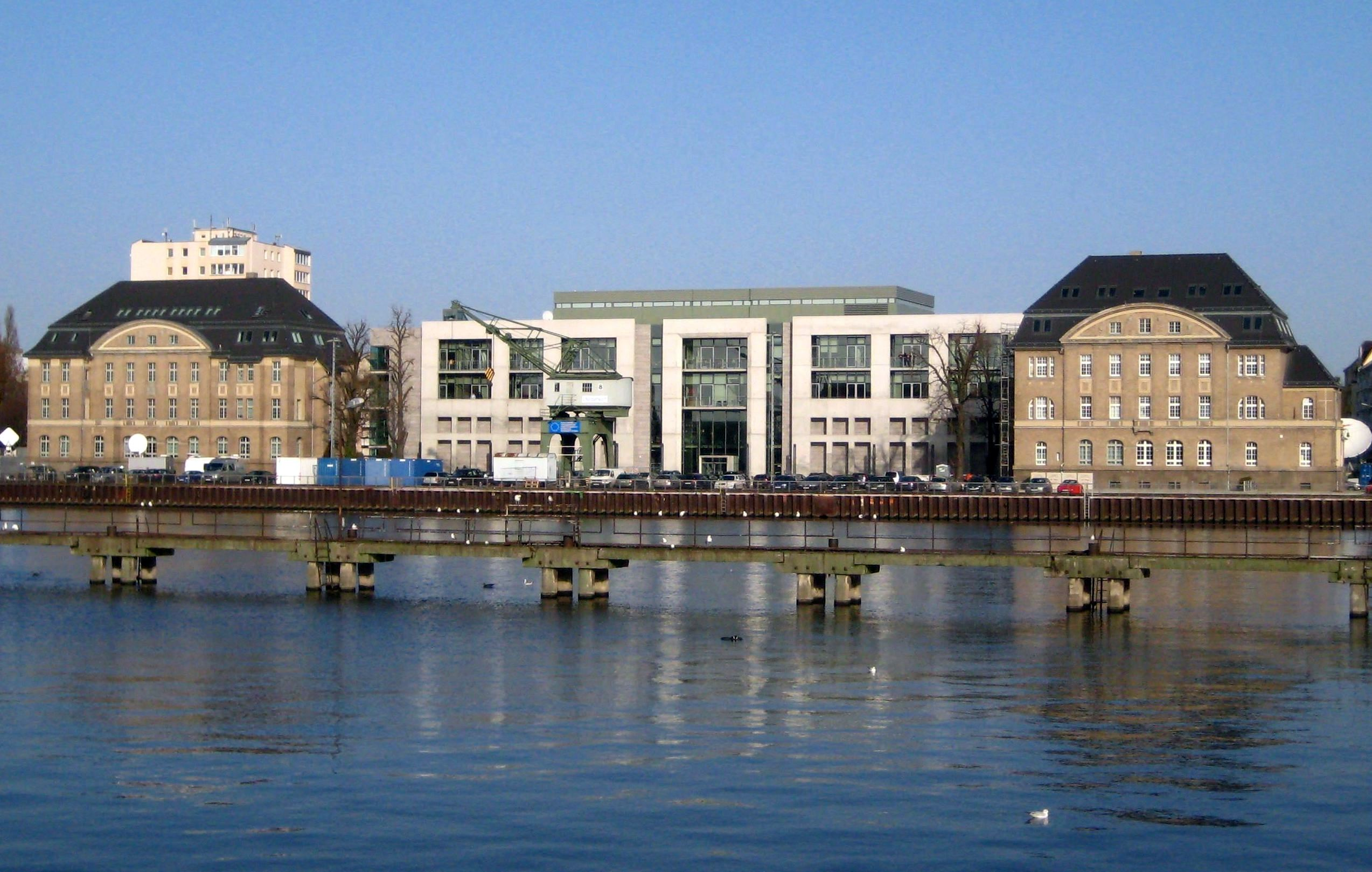
Der Neubau der Fernsehwerft zwischen den Gebäuden der A-Medialynx GmbH (links) und von Zigarren Herzog

Zwischen dem ehemaligen Hafenbüro und der Kantine der BEHALA wurde von Juli 2007 bis Februar 2009 ein Neubau errichtet. Die Fernsehwerft beherbergt auf einer Gesamtfläche von rund 6000 m² zwei moderne Fernsehstudios, Schnittplätze und Büros. Sie wird von den bereits im Nachbargebäude (Stralauer Allee 8) ansässigen Schwesterunternehmen A-Medialynx GmbH und fernsehwerft GmbH genutzt. Entworfen wurde die Fernsehwerft vom Berliner Büro Dieter Hoffmann Architekten.
Seit Juli 2009 wird in einem der beiden Studios das Sat.1 Frühstücksfernsehen und das Sat.1 Magazin von der maz&more GmbH produziert, einer hundertprozentigen Tochter von N24, die zum 1. Januar 2009 aus der Sat.1-Zentralredaktion hervorgegangen ist.

#### Zigarren Herzog
Die ehemalige Hafenkantine der BEHALA an der Stralauer Allee 9 wurde 1909 erbaut und ist denkmalgeschützt. Sie wurde, wie auch das frühere Hafenbüro, 2007 saniert und zunächst von der A-Medialynx GmbH bezogen, die das Gebäude besitzt. Seit 2008 vermietet sie eine 200 m² große Fläche an die Zigarren Herzog Vertriebsgesellschaft mbH, die dort einen Salon und einen 60 m² großen Humidor zur Zigarrenlagerung eingerichtet hat.

#### Labels Berlin 1

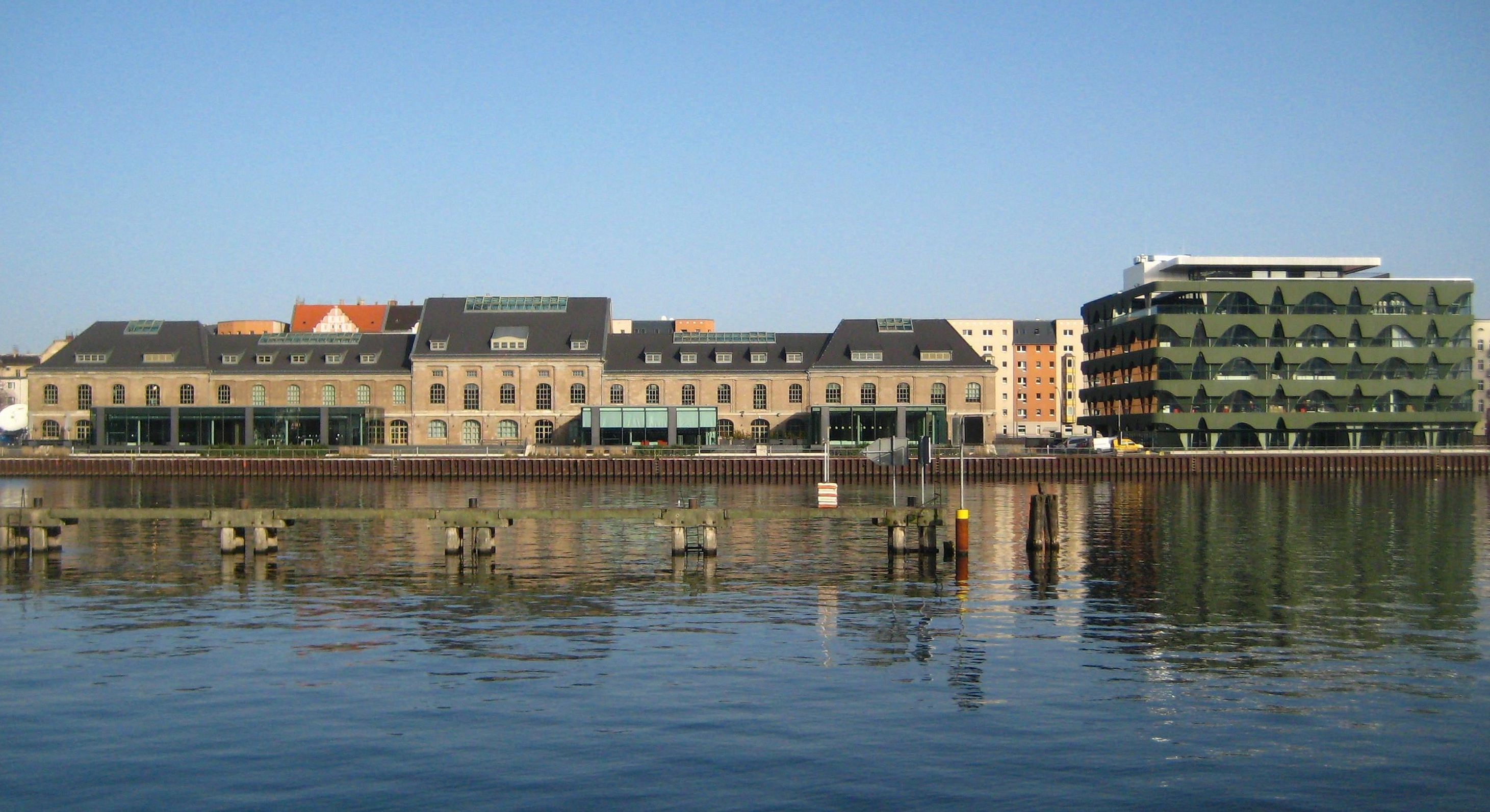
Labels Berlin 1 im alten Lagerhaus Ost (links) und der Neubau von Labels Berlin 2

Die ehemalige Lagerhalle Ost der BEHALA an der Stralauer Allee 10/11 wurde 1913 von Friedrich Krause erbaut und steht auf Grund ihrer Klinkerfassade, Pilastern und Gesimsbändern aus Kalkstein und Kunstwerkstein als Zeugnis der repräsentativen Industriearchitektur der Wende zum 20. Jahrhundert unter Denkmalschutz. 2006 wurde sie durch die Labels Projektmanagement GmbH & Co. KG in enger Abstimmung mit den künftigen Nutzern umfassend saniert und umgebaut. Nach Fertigstellung der Bauarbeiten haben acht Modeunternehmen am Standort Showrooms eingerichtet, darunter Hugo Boss, Esprit und Tom Tailor. In den Jahren 2009/2010 entstand auf dem Nachbargrundstück der Neubau Labels Berlin 2 als Ergänzung (siehe: Labels Berlin 2).

#### Labels Berlin 2
Östlich von Labels Berlin 1 entstand 2009/10, trotz eines im Juli 2008 erfolgten Bürgerbegehrens, der Neubau Labels Berlin 2 als Standortergänzung. Der Entwurf stammt von dem Baseler Architektenbüro HHF. Die Eröffnung fand am 19. Januar 2010 statt.
Das Gebäude besitzt eine grünliche Betonfassade, an der vor allem die zwei unterschiedlich weit gespannten Sinuskurven aus Sichtbeton auffallen. Die fünf Etagen mit einer Gesamtnutzfläche von 7000 m² bieten 22 Modefirmen Platz für Showrooms. Im Erdgeschoss befinden sich Veranstaltungsräume für Modeschauen, Partys und Gastronomie. Auf dem Dach entstand eine begrünte Lounge. Die beiden Gebäude Labels Berlin 1 und 2 wurden im März 2012 an die SEF Select Evolution 1 Ltd. & Co. KG verkauft.

### Südliches Spreeufer von Ost nach West

#### Treptowers

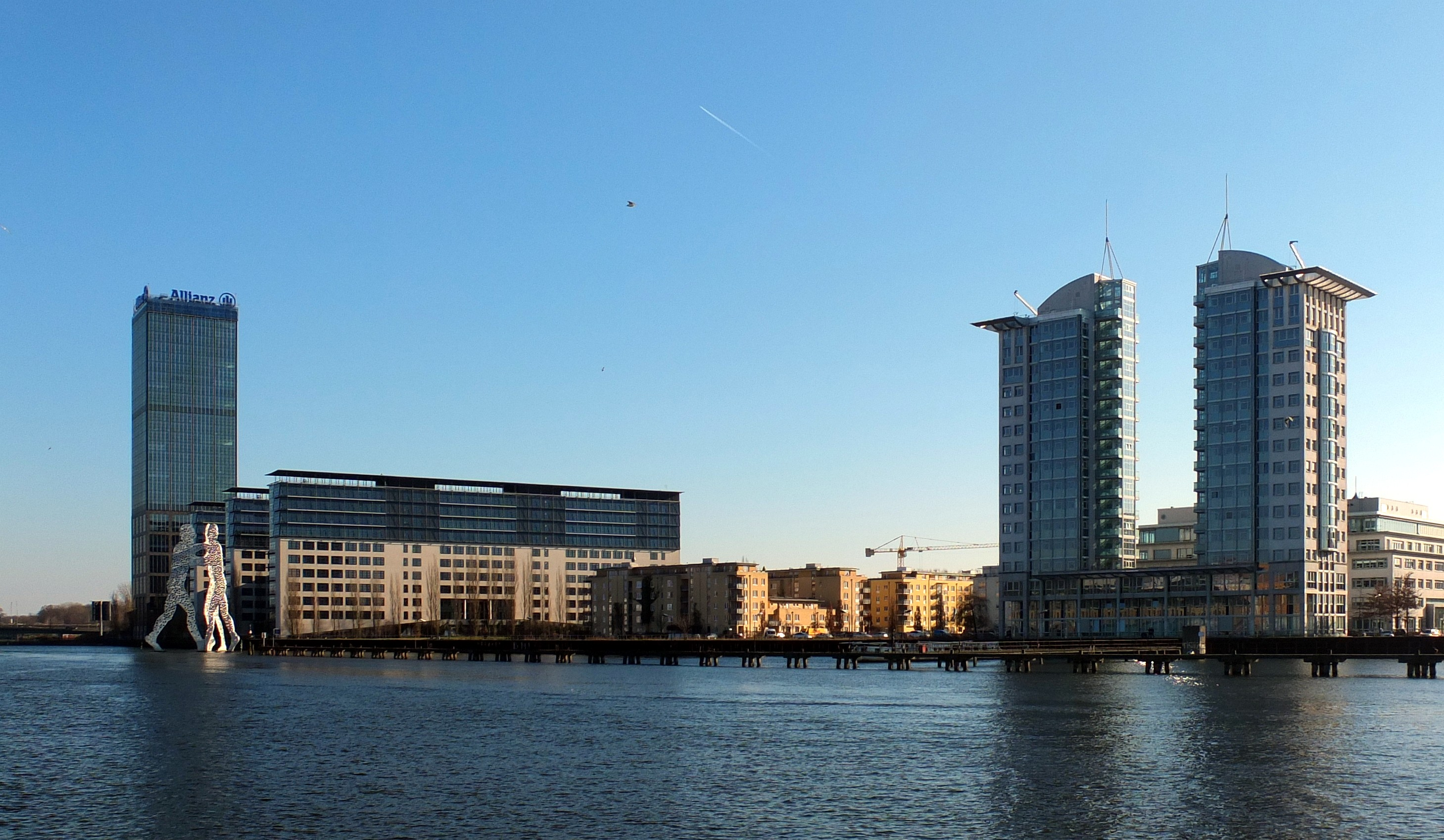
Treptowers und TwinTowers auf dem südlichen Spreeufer

Die Treptowers sind ein vierteiliger Gebäudekomplex direkt an der Elsenbrücke. Der höchste Teil ist ein weithin sichtbarer Turm, der mit 125 Metern das höchste Bürogebäude Berlins ist. Bereits bestehende Gebäude des ehemaligen VEB Elektro-Apparate-Werke Berlin-Treptow, in denen bis 1995 produziert wurde, wurden in den Neubau integriert. Als Projektentwickler und Bauherr trat die Roland Ernst Städtebau GmbH auf. Nach Fertigstellung des Komplexes im Jahr 1998 wurde er von der Allianz SE übernommen – die Gebäude dienen in erster Linie als Berliner Zweigstelle des Unternehmens, Teile werden aber auch vermietet.

#### TwinTowers
Der Gebäudekomplex zwischen Hoffmannstraße und Spree besteht aus vier Teilen: Zwei 15-geschossigen Türmen und zwei fünfgeschossigen „Karrees“. Er wurde von dem Stuttgarter Architektenbüro Kieferle & Partner entworfen und 1997 fertiggestellt. Die über 24.000 m² große Büro- und Gewerbefläche wird an verschiedene Unternehmen vermietet, davon 6.700 m² an die 50Hertz Transmission GmbH.

#### Arena
Die Arena Berlin in der Eichenstraße 4 ist ein Veranstaltungsort in Berlin-Alt-Treptow. Es handelt sich um eine ehemalige Omnibushalle der Berliner Verkehrsbetriebe. Als sie 1927 vom Architekten Franz Ahrens errichtet wurde, war sie mit über 7000 m² die größte freitragende Halle Europas. Während des Zweiten Weltkrieges wurde sie von den Nationalsozialisten als Wartungshalle für Panzer und Kriegsgerät genutzt, dann von Ende der 1940er bis Anfang der 1950er Jahre als Flüchtlingslager. Ab 1961 war sie durch die direkte Nähe zum Mauerstreifen nur noch für DDR-Grenztruppen und BVG-Beschäftigte mit Sondererlaubnis zugänglich. 1993 wurde sie auf Grund ihrer maroden Bausubstanz als Standort der Verkehrsbetriebe geschlossen. Nach ihrer denkmalgerechten Sanierung begann der Verein ART Kombinat 1995, die Halle kulturell zu nutzen. Heute finden dort Konzerte, Vorträge, Konferenzen, Galas, TV-Shows und andere Veranstaltungen statt.
Zum Gesamtensemble der Arena Berlin gehören außerdem der Theater- und Veranstaltungsort Glashaus, die mit diesem verbundene Ausstellungshalle MAGAZIN, das Badeschiff sowie das Club- und Restaurantschiff Hoppetosse.

#### GSG-Höfe

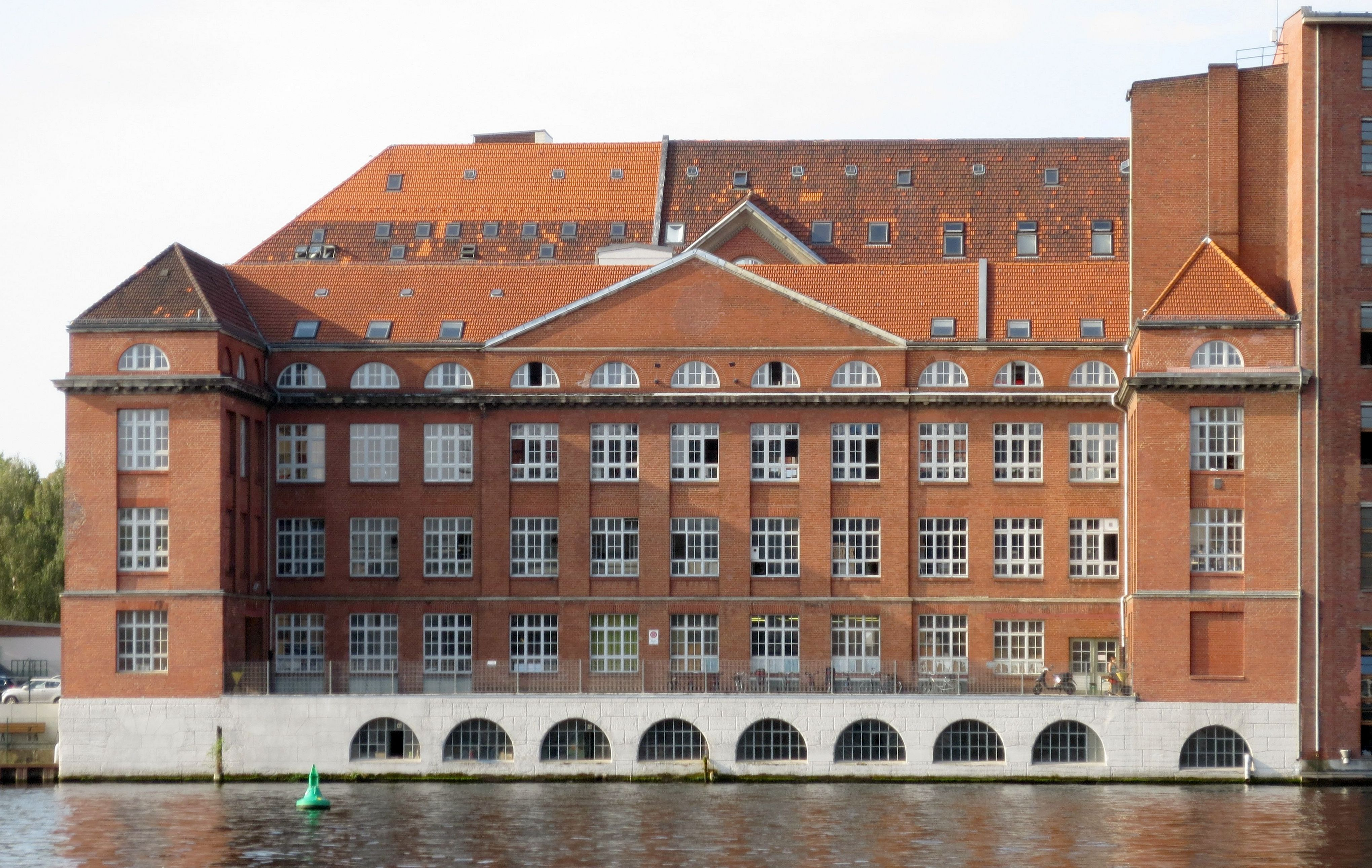
GSG-Hof

Die Gewerbehöfe an der Schlesischen Straße 26 und 27 gehören zur Berliner Gewerbesiedlungsgesellschaft mbH (GSG).
Der Gewerbehof an der Schlesischen Straße 26 zeichnet sich durch eine traditionelle Klinkerfassade und Sprossenfenster aus. In ihm wurden nach der Sanierung Gewerbelofts eingerichtet. Der Gewerbehof ist auch unter dem umgangssprachlichen Namen Wasserschloss bekannt, welcher sich aus der Lage an der Mündung des Landwehrkanals in die Spree ergibt.
Der Gebäudekomplex an der Schlesischen Straße 27 wurde 1926/1927 von den Berliner Mörtelwerken erbaut und ist zum Teil denkmalgeschützt. 1997 wurde er um Neubauten erweitert. Federführend war dabei die Berliner Gewerbesiedlungsgesellschaft mbH (GSG). Alle Gebäudeteile sind sechs Stockwerke hoch. Die insgesamt 32 Mieteinheiten werden von verschiedenen Unternehmen als Geschäftsräume, Büro-, Produktions- und Gewerbeflächen genutzt.

#### Industriepalast am Schlesischen Tor

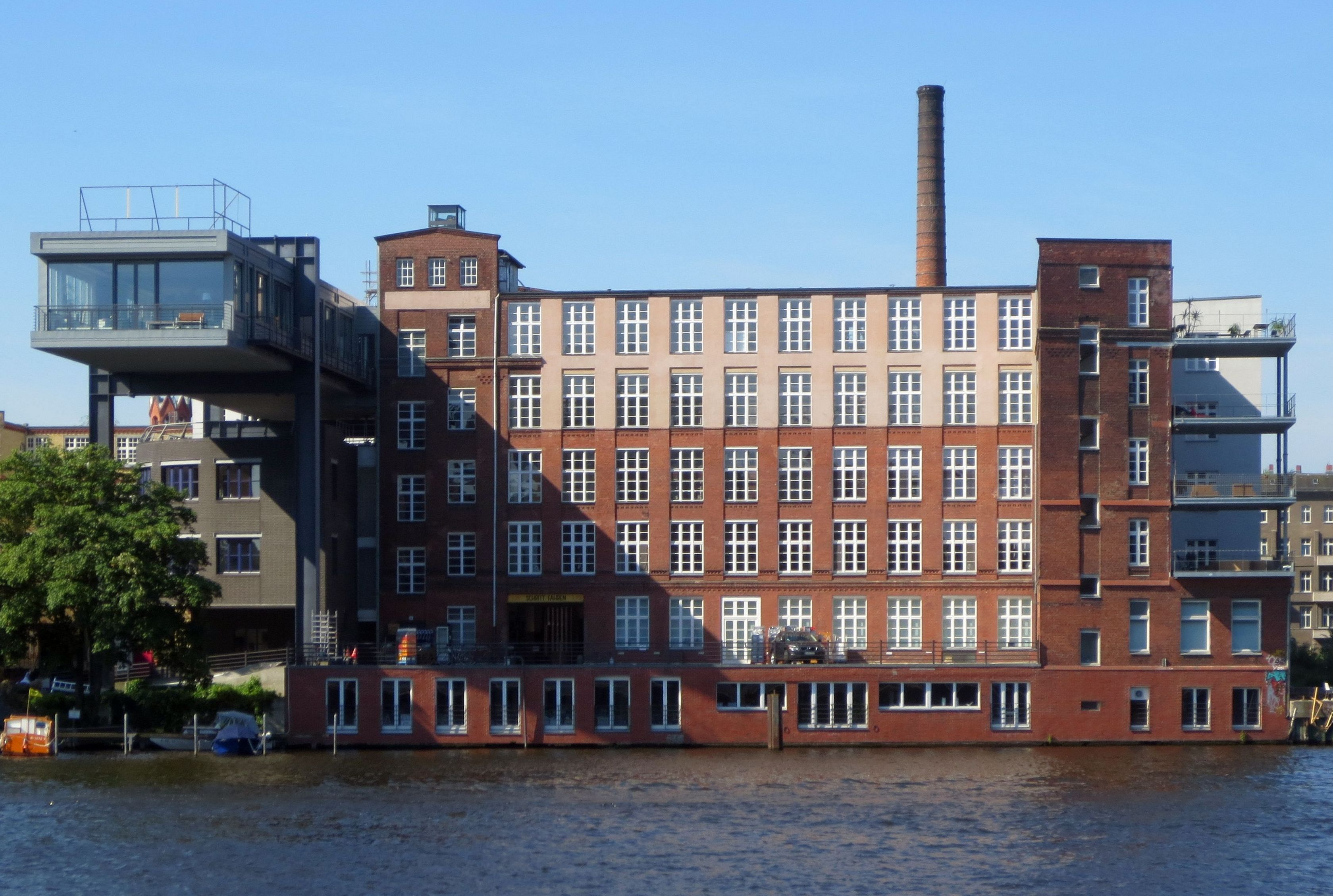
Der Industriepalast

Der Gewerbehof an der Schlesischen Straße 28–30 wurde zwischen 1907 und 1908 erbaut und steht unter Denkmalschutz. Er ist umgangssprachlich als Industriepalast am Schlesischen Tor bekannt. Die Räume werden von der Verwaltung Berliner Grundstücke GmbH vermietet, die dort auch ihren Sitz hat. Besonders markant ist das Gebäude durch einen Überbau aus Stahl und Glas, der auf der Höhe des vierten Stocks zur Spree auskragt.

#### Viktoria-Mühle

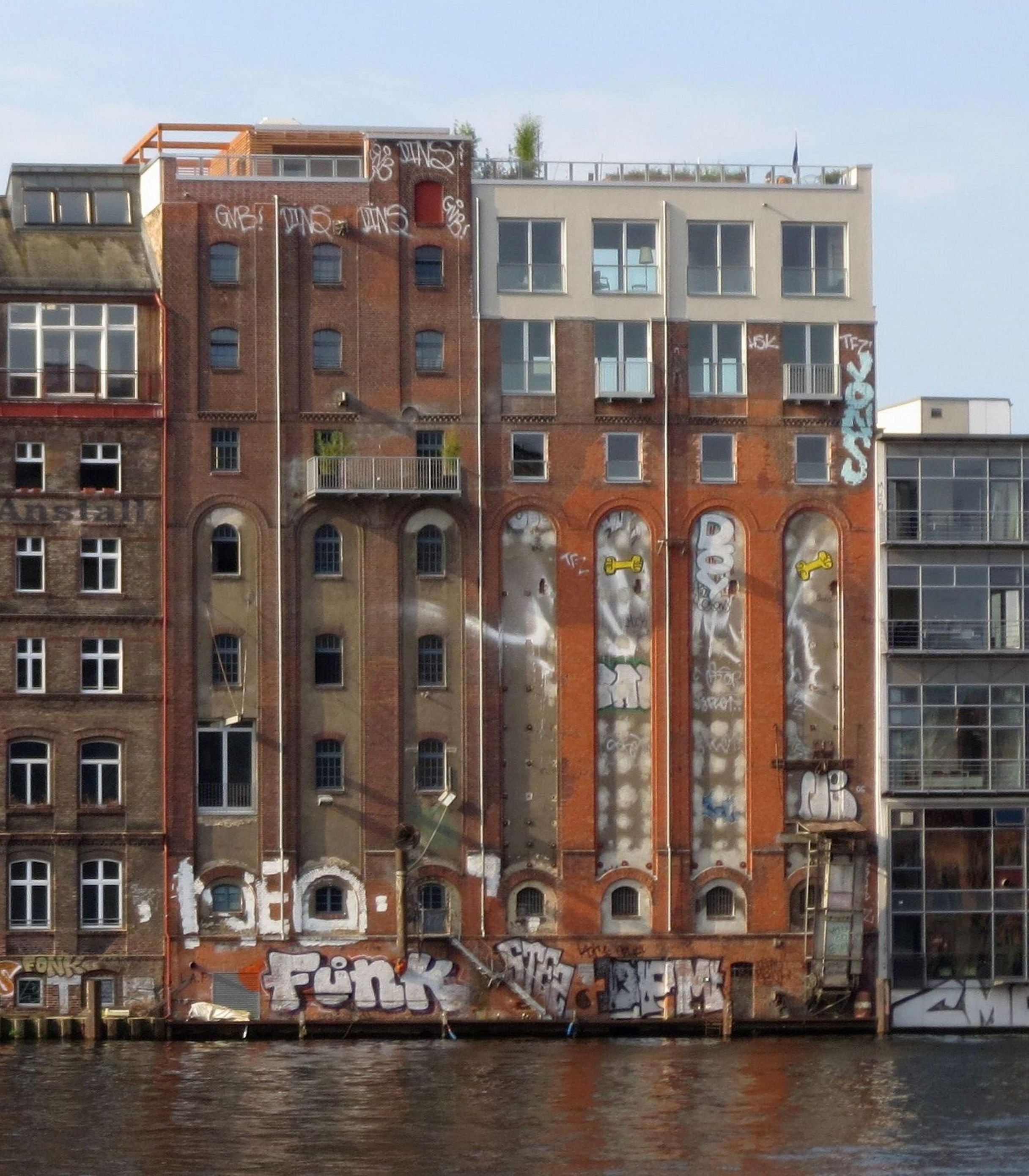
Die ehemalige Viktoria-Mühle

Die Viktoria-Mühle an der Schlesischen Straße 38 wurde von 1891 bis 1898 errichtet und steht unter Denkmalschutz. Zum ursprünglichen Gebäude-Ensemble gehören drei Quergebäude; der angrenzende Speicher in der Cuvrystraße und das Fabrikgebäude in der Falckensteinstraße wurden dagegen erst nach dem Zweiten Weltkrieg errichtet.
Insgesamt gliedert sich der Komplex in die Einzelkomponenten Getreidesilo mit Reinigung und Siloanlage, Mühlengebäude, Mehlspeicher mit Mehlsilo und ein Wohn- und Geschäftshaus. Bis zum Ende der 1960er Jahre wurde auf dem Gelände Getreide verarbeitet und gelagert. Bis September 2008 befand sich hier auch die Diskothek Club 103.
Die Umgestaltung des Areals wurde vom Architektenbüro aschenbrenner mosler & andere geplant. In den sanierten Gebäuden wurden unter anderem Studios, Wohn- und Office-Lofts eingerichtet, die von der am Ort ansässigen Artus Lagerhaus GmbH verwaltet werden.

#### Wissinger Höfe

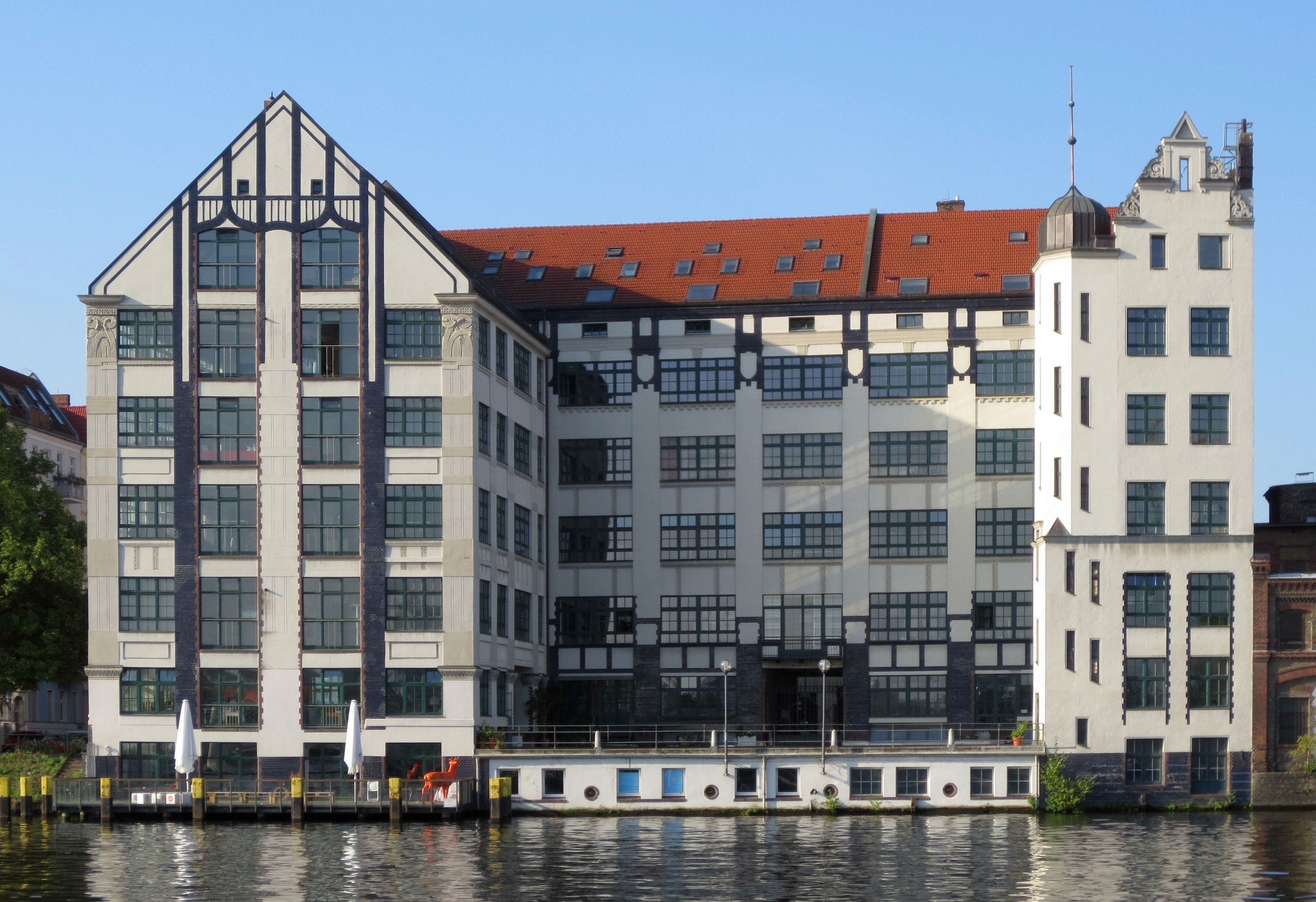
Die Wissinger Höfe

Die Wissinger Höfe waren einst der größte Saat- und Getreidespeicher Europas. Der Großhandelskaufmann Julius Wissinger ließ diesen Speicher bis 1908 als Lagerhaus Süd-Ost errichten. Sie befinden sich in der Pfuelstraße 5 in unmittelbarer Spreenähe und stehen unter Denkmalschutz. Von Ende der 1990er bis Anfang der 2000er Jahre wurden sie umfassend saniert und in Stand gesetzt. Es wurden vorrangig Büro- und Gewerbelofts sowie Musikerräume und Ateliers eingerichtet, in denen sich unter anderem Plattenfirmen und moderne Dienstleistungsunternehmen niedergelassen haben. Der Gebäudekomplex ist im Besitz der Berliner Kuthe GmbH, die die Räume vermietet.

#### Nähmaschinenfabrik

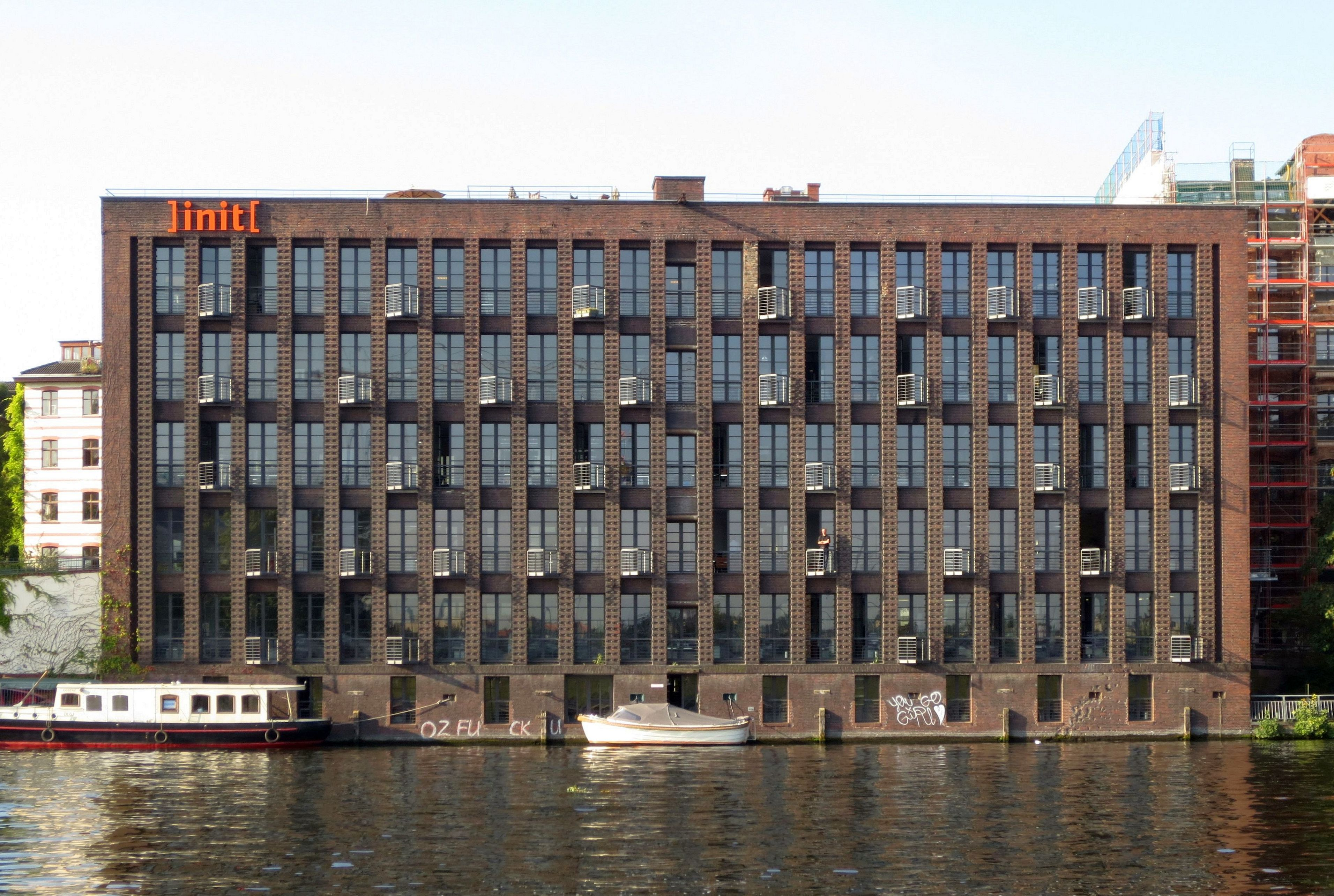
Ehemalige Singer-Nähmaschinenfabrik

Die ehemalige Singer-Nähmaschinenfabrik an der Köpenicker Straße 8/9 wurde in den 1990er Jahren saniert. Zu dem denkmalgeschützten Gebäudekomplex gehören ein um 1860 errichtetes Fabrikgebäude sowie ein Klinkerbau aus dem Jahr 1927, der von Singer als Lager- und Kontorgebäude genutzt wurde.
In einem Großteil der renovierten Räume befinden sich heute Büros; Anfang 2009 wurden rund 3.000 m² von 200 Mitarbeitern des Medien- und Kommunikationsunternehmens init bezogen. In einem Nebengebäude befindet sich ein privates Zweiradmuseum.

#### Marmeladenfabrik

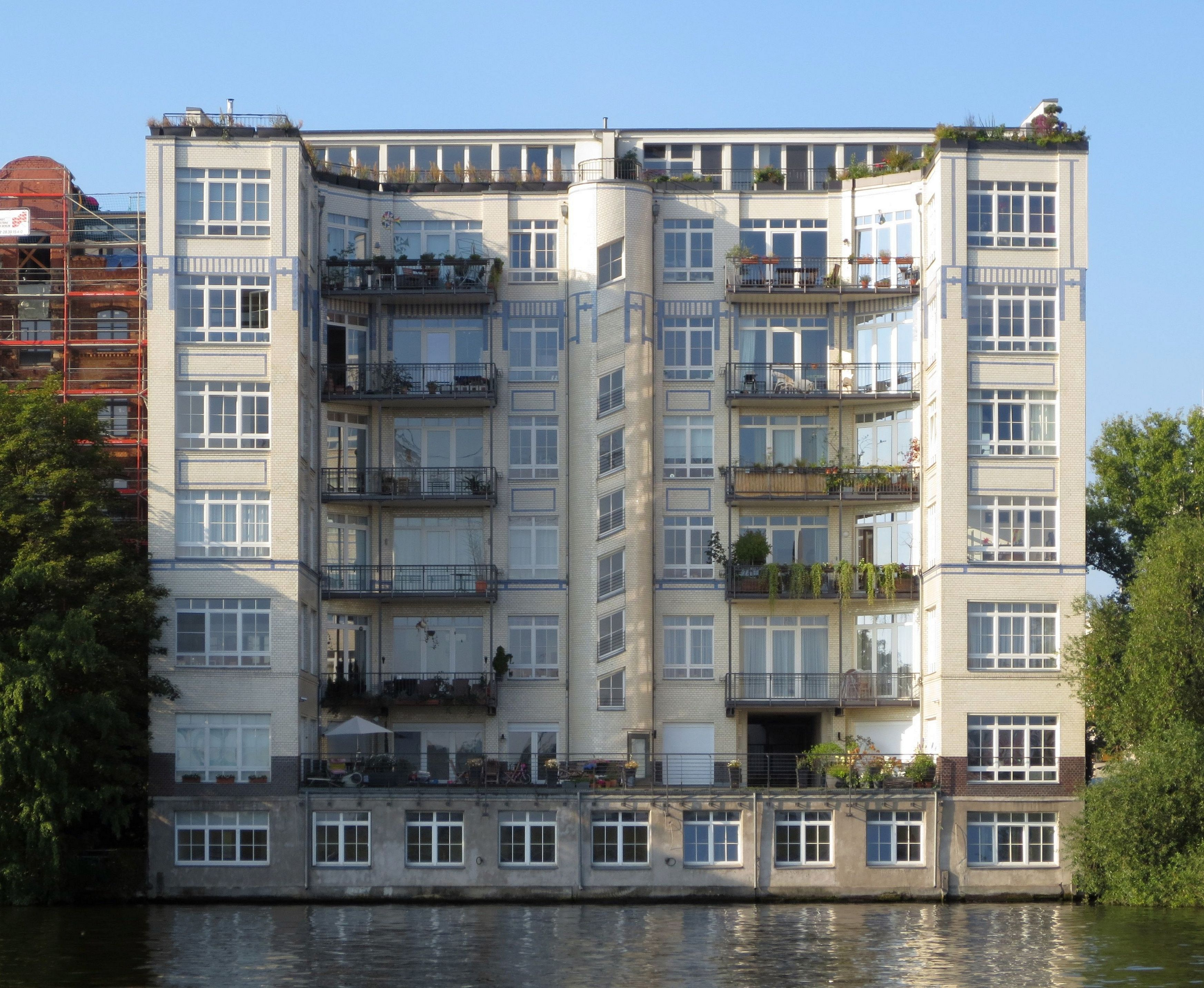
Ehemalige Marmeladenfabrik

Das Wohn- und Fabrikgebäude in der Köpenicker Straße 10a wurde 1889 im Jugendstil direkt an der Spree errichtet. Die Wohnungen im Vorderhaus waren ursprünglich herrschaftliche Offizierswohnungen. Dahinter schließt sich die ehem. Marmeladenfabrik mit zwei Quergebäuden an. Der Komplex steht unter Ensembleschutz.
Die gesamte Fabrikanlage wurde von 2004 bis 2005 umfangreich saniert, modernisiert und aufgestockt. Die Fabrikhallen wurden zu Loft- und Penthousewohnungen umgebaut und um Balkone erweitert. Die Räumlichkeiten werden von Erber Immobilien verwaltet und vermietet.

#### Heeresbäckerei und Viktoria-Speicher II

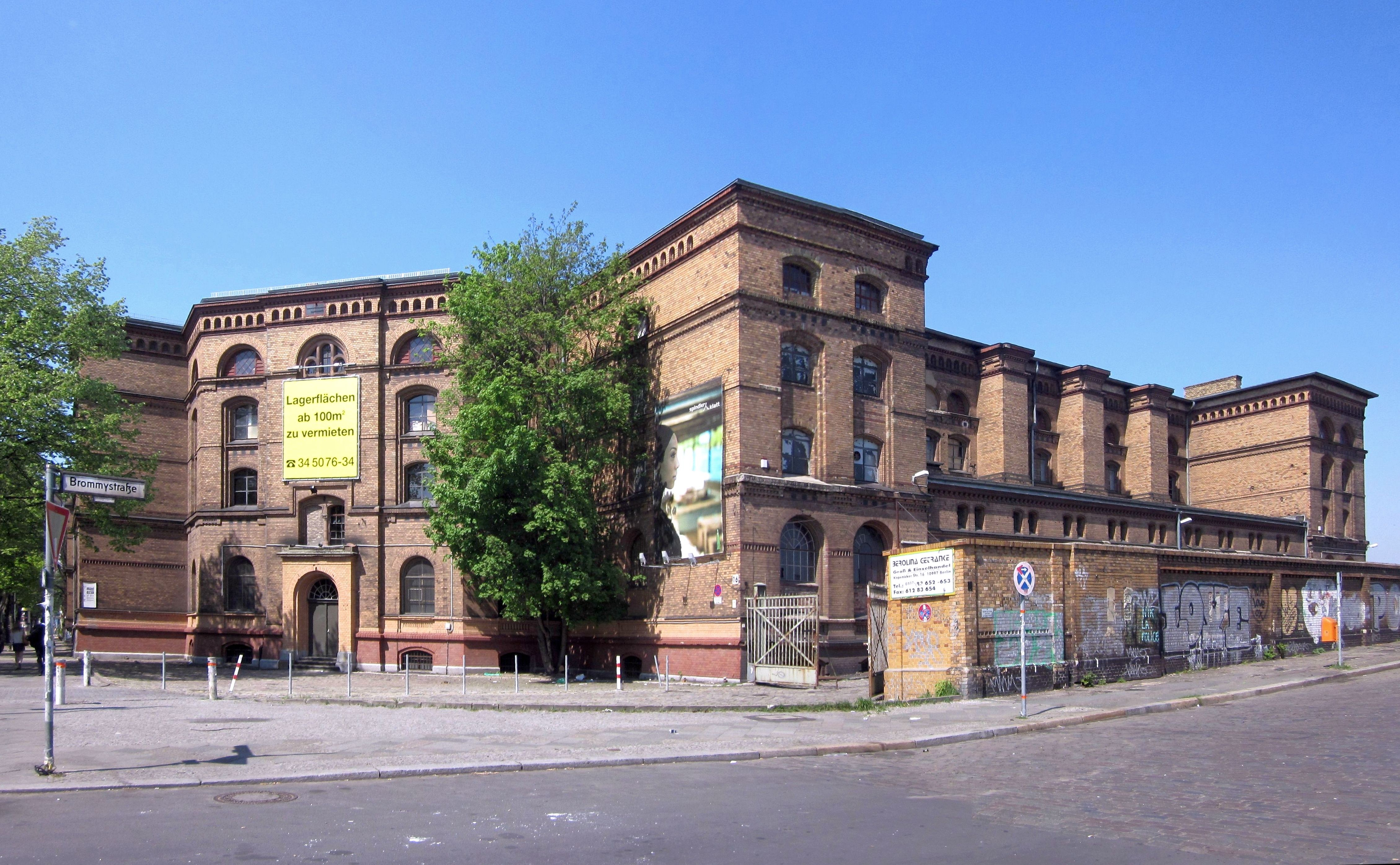
Die Heeresbäckerei Berlin

Die Heeresbäckerei wurde 1805 an der Köpenicker Straße 16/17 errichtet und war Teil des Königlichen Preußischen Proviantamtes. Von 1888 bis 1893 wurde die Anlage um fünf Gebäude erweitert, die – abgesehen von einer Mühle – heute noch erhalten sind und unter Denkmalschutz stehen.
Die repräsentative Fassade der Heeresbäckerei ist sechs Stockwerke hoch und besteht aus Sichtmauerwerk aus gelblichem Klinker. Innen finden sich gusseiserne Stützen und preußische Kappendecken. Die umbaute Gesamtfläche beträgt 9300 m².
Im Rahmen von Mediaspree sind im gesamten Gebäudekomplex Office- und Gewerbelofts geplant. Die Räume werden von der Polaris Immobilienmanagement GmbH als Lagerfläche vermietet. Unter anderem befindet sich auf dem Areal auch der Lounge-Club mit Restaurant Spindler & Klatt.

#### Velvet-Fabrik

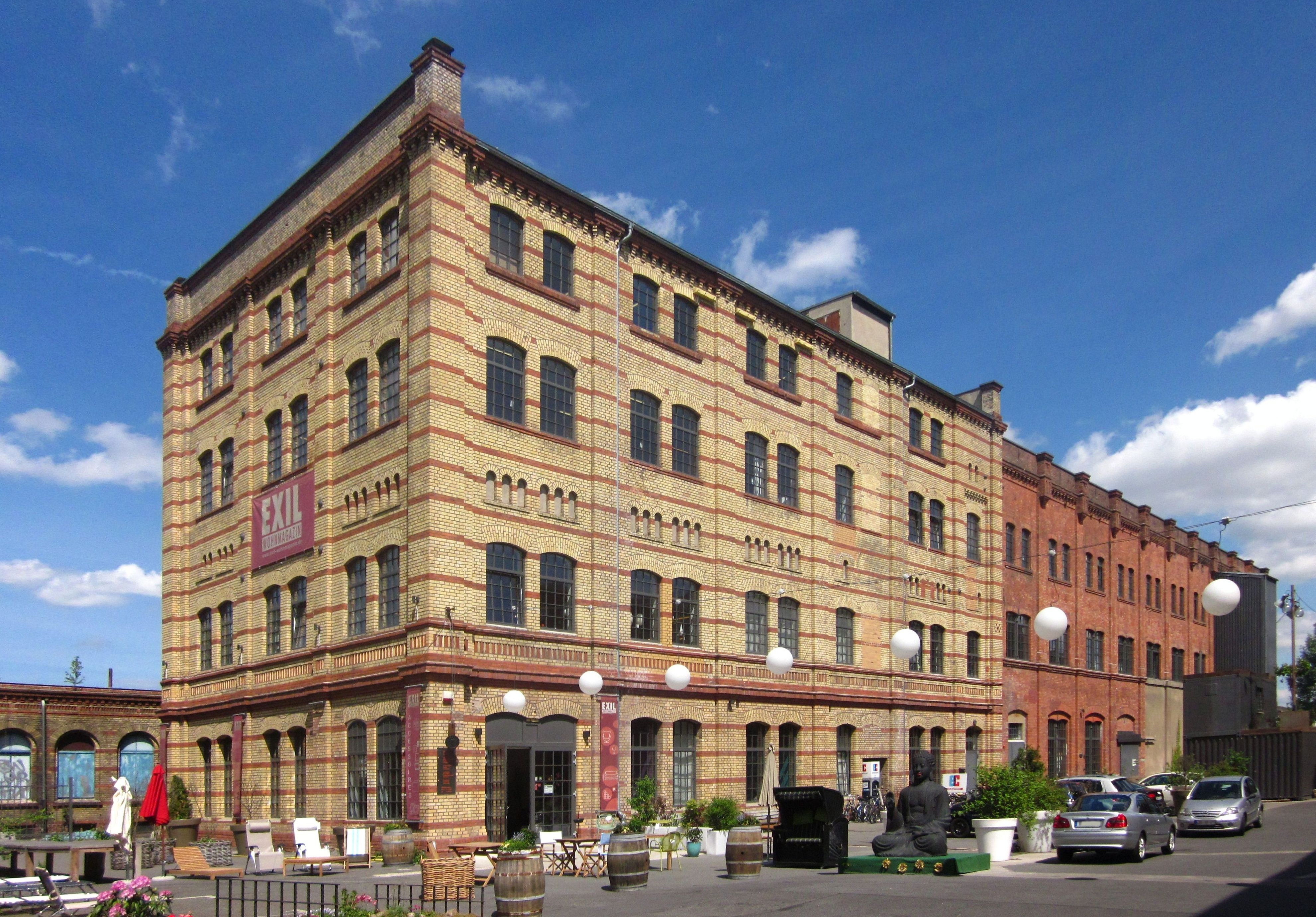
Ehemalige Velvet-Fabrik

Das Grundstück an der Köpenicker Straße 18–20 ist rund 10.000 m² groß und mit zwei historischen Gebäuden bebaut, die zwischen 1852 und 1881 errichtet wurden. Hier befand sich früher die Berliner Velvet-Fabrik. Besondere Merkmale sind hohe Deckenhöhen, gusseiserne Stützen und sichtbares Ziegelmauerwerk. Die Bauten wurden von 2008 bis 2009 von der Nicolas Berggruen Holdings GmbH denkmalgerecht saniert und werden nun als Büros, Wohnungen und Kreativlofts vermietet. Ende Oktober 2008 eröffnete das Designermöbelgeschäft Exil Wohnmagazin auf 6.000 m² seinen neuen Standort an der Köpenicker Straße 20.

#### ver.di-Bundeszentrale

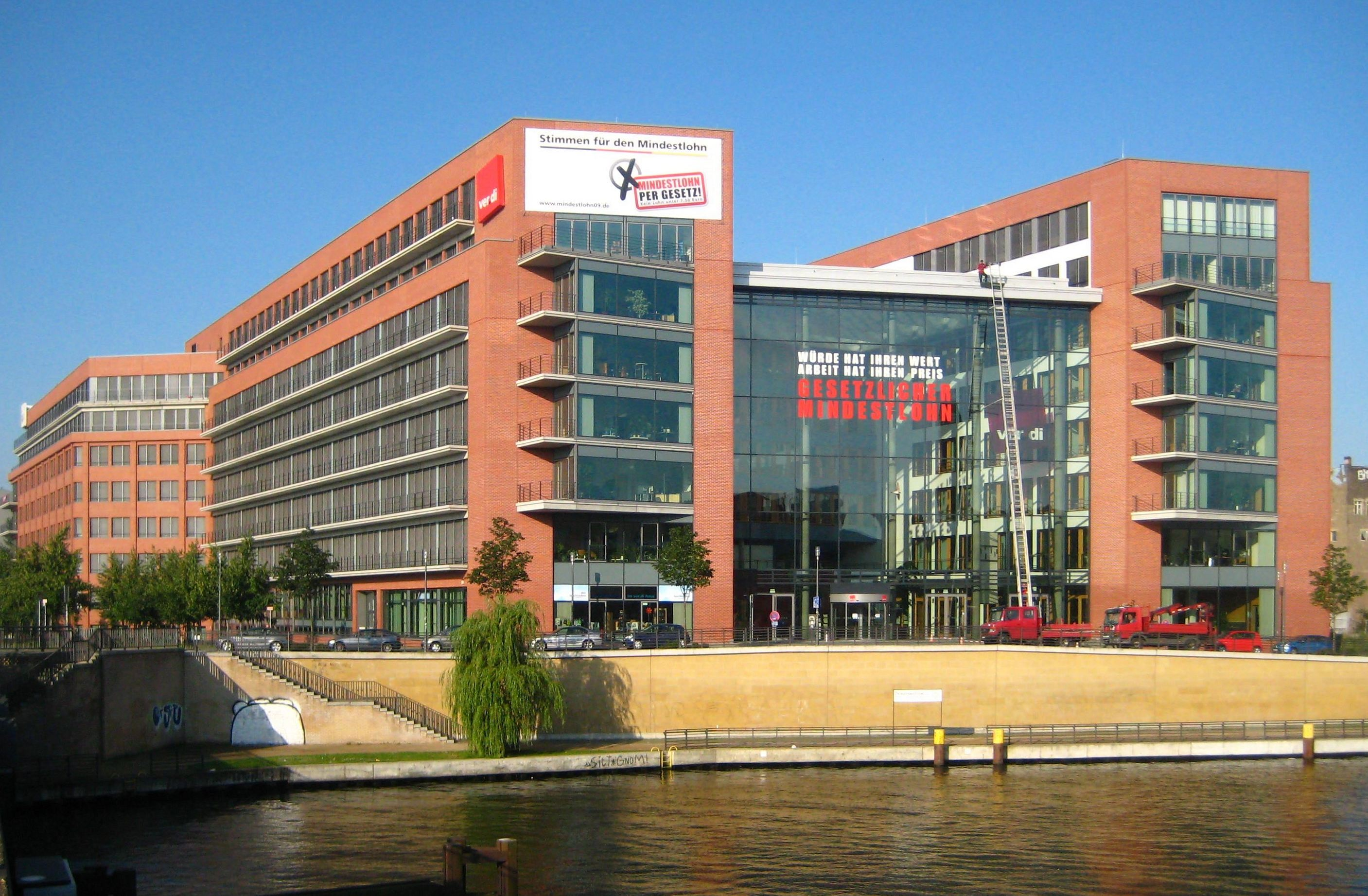
Ver.di-Bundeszentrale am Paula-Thiede-Ufer in Berlin

Von November 2002 bis Juli 2004 wurde am Paula-Thiede-Ufer 10 ein neues Bürogebäude errichtet. Der Bau wurde vom Architekturbüro Kny & Weber entworfen und ist der erste fertiggestellte Teil des Großprojekts Spreeport (siehe unten). Er ist 154 Meter lang, 65 Meter breit und 35 Meter hoch. Seine Fassade besteht aus Glas, Stahl und roten Röben-Klinkern. Den Hauptzugang zur Spree bildet ein 23 Meter hohes Atrium. Das Gebäude verfügt über ein großes Konferenzzentrum mit moderner Medientechnik, Gastronomiebereiche, öffentlich zugängliche Buchhandlung mit Büchergilde Gutenberg sowie eine eigene Anlegestelle an der Spree. Hauptmieter ist seit August 2004 die Vereinte Dienstleistungsgewerkschaft ver.di, die den Bau als Bundeszentrale und -verwaltung nutzt.

#### BDA-Bundesgeschäftsstelle
Im Bürogebäude an der Köpenicker Straße 48/49 hat der Bund Deutscher Architekten (BDA) seine Bundesgeschäftsstelle eingerichtet. Außerdem befinden sich an dem Standort die Büros verschiedener Architektur- und Ingenieurgesellschaften sowie das Deutsche Architektur Zentrum (DAZ), eine Initiative des BDA. Es wurde 2005 neu konzipiert und veranstaltet seither in zwei Sälen und drei Seminarräumen unter anderem Ausstellungen, Kongresse, Tagungen, Konferenzen, Workshops und Vorträge.

#### Spree-Carrée
Das Büro- und Geschäftshaus Spree-Carrée an der Michaelkirchstraße 17/18 in Berlin-Mitte vereint einen Gründerzeitbau und einen Neubau. Bei der Altbausanierung wurde versucht, den historischen Charakter der Fassade mit ihrer typischen glasierten Ziegelverkleidung zu erhalten. In den Räumen, die von der Bodenkontor Liegenschaften GmbH vermietet werden, sind neben verschiedenen Firmen und Unternehmen auch einige soziale Institutionen ansässig, darunter der Deutsche Verein.

#### Josetti-Höfe

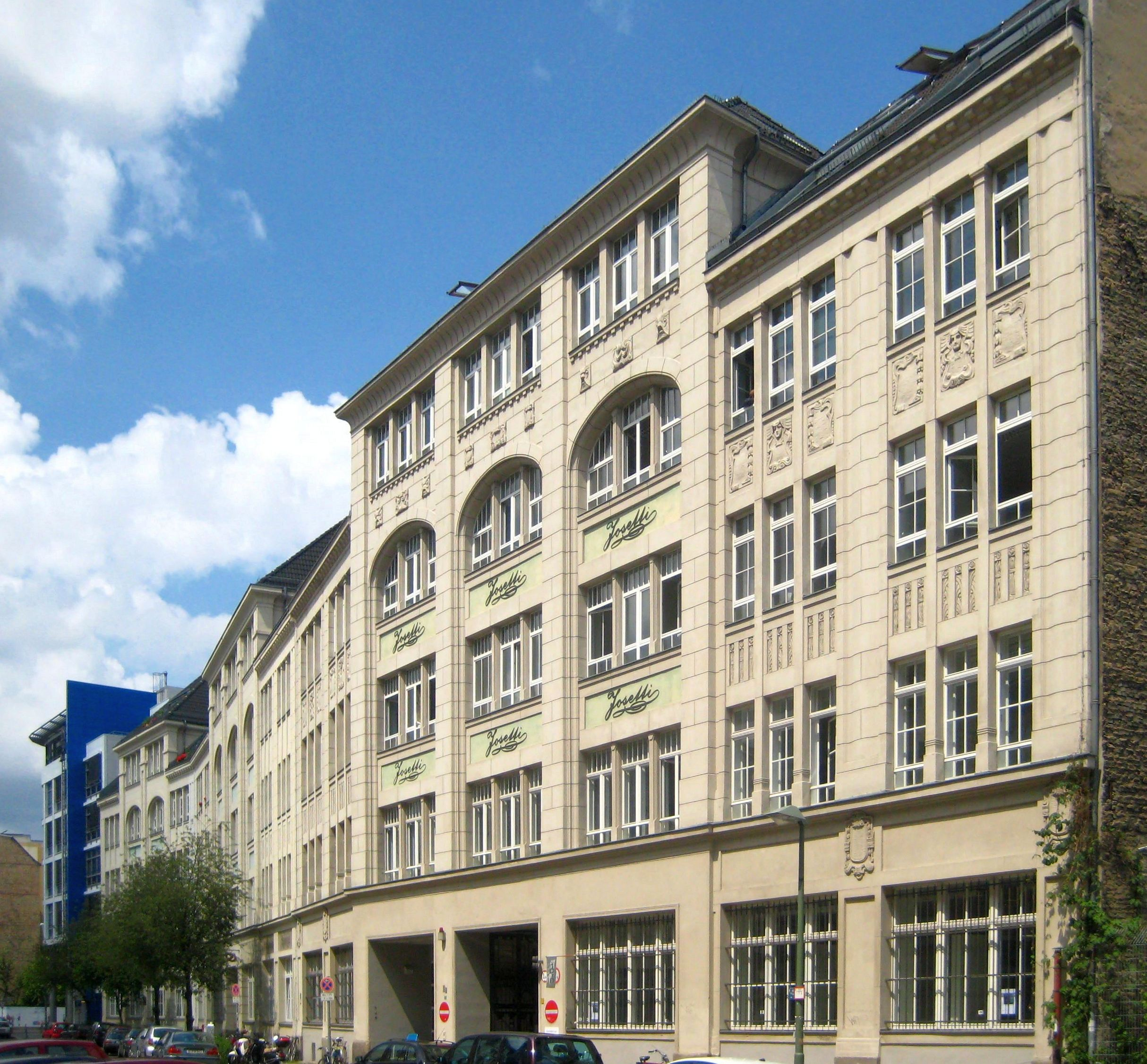
Fassade der Josetti-Höfe an der Rungestraße

Das Gewerbegebäude befindet sich in der Rungestraße 22–24 in der Nähe der Jannowitzbrücke. Alle Gebäudeteile der Grundstücke 22–27 wurden 1906 von dem jüdischen Eigentümer Kreslowsky auf einem ehemaligen Holzlagerplatz errichtet. Sie bestehen aus zwei Komplexen, die sich bis zur Spree erstrecken und unter Denkmalschutz stehen. Das Gebäudeensemble ist ein gutes Beispiel für die – mit glasierten Klinkern verkleideten – Berliner Gewerbehöfe zum Ende des 19. Jahrhunderts. Die Anlage beherbergte von Beginn an verschiedenste Gewerbebetriebe. Bekannt wurde sie zunächst durch die Ansiedlung der Zigarettenfirma Manoli (ab 1908). Nach Übernahme durch den Reemtsma-Konzern wurde die Produktion der Zigarettenfabrik Josetti GmbH ab 1927 ebenfalls in die Rungestraße verlagert. Seit Beginn des 20. Jahrhunderts befanden sich in den Höfen ein holz- und metallverarbeitender Betrieb, ein Dokumentarfilmstudio, der DDR-Chiphersteller Robotron und nach dem Mauerfall die Berliner Senatsverwaltung für Finanzen. Erst anlässlich der schnell durchgeführten Renovierung aller Gebäudeteile für die Finanzverwaltung wurde das bekannte Manoli-M an den Stützenkapitellen im Gebäude abgeschlagen. Heute kündet nur noch der Josetti-Schriftzug über dem Eingangsportal von der ehemaligen Funktion des Gewerbehofes.
Die Höfe sind im Besitz der OCEANIS S. A., die seit November 2010 rund 13.000 m² Nutzfläche zur Miete anbietet. Die Betreuung und Verwaltung wurde der SorgerTec Hausverwaltung AG übertragen. Es haben sich rund 250 unterschiedliche Mieter niedergelassen, vorrangig aus den Bereichen Design, Kunst, Kultur und Kommunikation. Bei vielen handelt es sich um Selbstständige, Freiberufler, kleine und expandierende sowie Startup-Unternehmen. Eine Anmietung erfolgt unbefristet mit zweimonatiger Kündigungsfrist.
Zum Ende des Jahres 2012 hat der neue Eigentümer damit begonnen, einem Großteil der Mieter zu kündigen, um die Mietflächen an größere Firmen wie Daimler AG und Fab.com zu vermieten.

#### Jannowitz-Center
Das Jannowitz-Center wurde vom Architekturbüro Hentrich-Petschnigg & Partner (HPP) geplant und von 1994 bis 1997 errichtet. Es befindet sich direkt an der Jannowitzbrücke an der Brückenstraße 5/6, gegenüber liegt die Botschaft der Volksrepublik China. Es handelt sich um einen modernen Büro- und Geschäftsgebäudekomplex, in dem sich auf 32.750 m² Nutzfläche hauptsächlich Büromieter und im Erdgeschoss Einzelhandel angesiedelt haben. Hauptmieter ist die Senatsverwaltung für Stadtentwicklung und Umwelt. Das Objekt ist im Besitz der Dazzle Zweite Berlin GmbH mit Sitz in Frankfurt/M., die es durch die BNP Paribas Real Estate Property Management GmbH verwalten lässt.

## Geplante oder im Bau befindliche Projekte

### Nördliches Spreeufer von West nach Ost

#### Spree Urban
Spree Urban ist ein geplantes städtebauliches Quartier, das auf den beiden Grundstücken an der Holzmarktstraße 19–24 und 25–30 errichtet werden soll. Die Liegenschaften flankieren die Bahntrasse von westlicher und östlicher Seite und wurden 2004 von der BSR über ihre Beteiligungsgesellschaft SpreeUrban-Entwicklungsgesellschaft mbH & Co Immobilien KG erworben. Sie waren jedoch nicht für die Eigennutzung vorgesehen, sondern sollten wirtschaftlich vermarktet werden. Den international ausgeschriebenen Realisierungswettbewerb gewann der Entwurf des Berliner Architekturbüros Staab Architekten GvAmbH.
Ein im Juli 2006 beschlossener Bebauungsplan sah vor, auf dem Gelände sechs 36–43 Meter hohe Gebäude sowie einen Turmbau von 82 Meter Höhe zu errichten. Der Abstand zum Spreeufer sollte zehn Meter betragen, wobei die Baukörper den überwiegenden Teil des Weges sechs Meter tief überragt hätten. Um der Öffentlichkeit den Zugang zum Spreeufer zu ermöglichen, waren Öffnungen zur Holzmarktstraße hin vorgesehen. Die Gebäude sollten nach ihrer Fertigstellung von Büros, Einzelhandel, Gastronomie und einem Hotel bezogen werden; zudem war ein Wohnanteil von 20 Prozent im südlichen Part vorgesehen. Noch bis September 2010 befand sich auf einem Teil des Geländes der Club Bar 25.
Das Bieterverfahren für ein Erbbaurecht wurde im Oktober 2012 überraschend von einer Genossenschaft um die früheren Betreiber der Bar 25 gewonnen. Abweichend vom ursprünglichen Bebauungsplan strebt diese eine Mischnutzung aus Gründerzentrum, Studentenwohnheim, Künstlerdorf, Club und Hotel an.

#### Hotel Spreeport

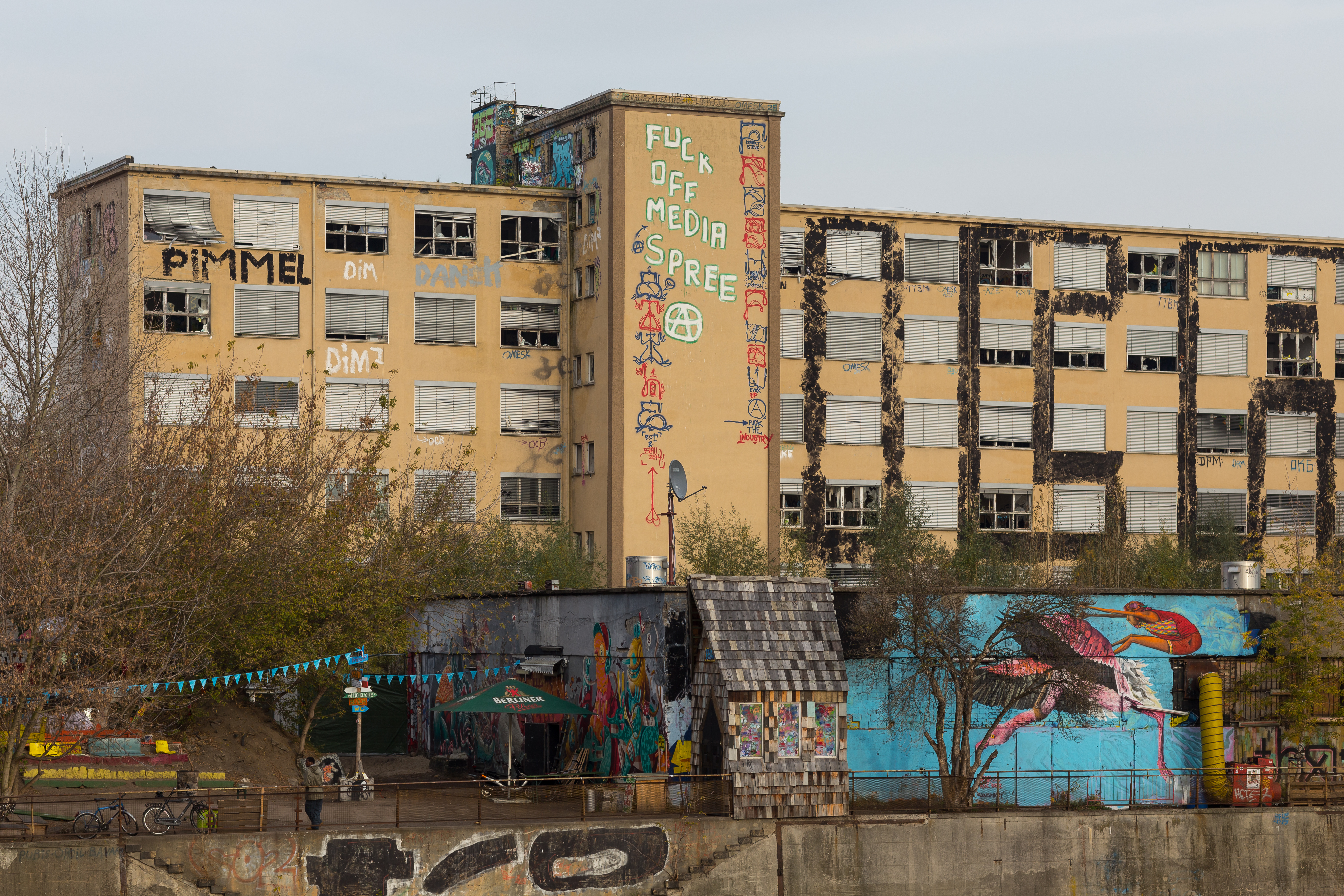
Das Gelände um das Maria am Ostbahnhof mit dem ehemaligen Verwaltungsgebäude der GASAG im Hintergrund

Auf dem Gelände am Stralauer Platz 29–31 befand sich bis 2011 der Club Maria am Ostbahnhof und das 1936 errichtete ehemalige Verwaltungsgebäude der GASAG. Die Kilian Projektmanagement Berlin GmbH wollte den vorhandenen Bau abtragen und an seiner Stelle ein 3-Sterne-Plus-Hotel errichten. Die dafür notwendigen Bauvorbescheide wurden bereits erteilt. Die Pläne gingen einher mit dem Großprojekt Spreeport am südlichen Spreeufer (siehe unten). Die Entwürfe stammten von den Architekten Thomas Müller und Ivan Reimann.
Das Hotel sollte auf insgesamt sieben Etagen über 210 Zimmer verfügen. Geplant waren zudem ein großes Konferenz- und Tagungszentrum, Restaurant, Bar und Lobby. Die Fassade zum Stralauer Platz sollte eine Oberfläche aus Naturstein erhalten. Neben dem Hotel sollte unter dem Namen Riverside ein weiteres Gebäude mit Platz für Wohn- und Office-Lofts errichtet werden.
Laut der Bürgerinitiative Mediaspree versenken ist das Bauvorhaben im Spätsommer 2008 wieder aufgegeben worden. Neue Überlegungen des Landes Berlin sahen demzufolge zwei Büro- und Hotelblöcke mit einem Uferabstand von 36 bzw. 26 Metern sowie eine Grünfläche vor.
Stand Mai 2024 befinden sich dort unter dem Namen Riverside Wohngebäude mit Eigentumswohnungen, und Gebäude mit Lofts für Kunst- und Musikschaffende. Das Hotel wurde nicht errichtet.

#### Columbus-Haus
Unter dem Namen Columbus-Haus sollen am Stralauer Platz 35, zwischen dem Ostbahnhof und der Spree, drei jeweils achtgeschossige Büroriegel entstehen. Der Komplex steht nicht im Zusammenhang mit dem ehemaligen Columbushaus, das sich einst am Potsdamer Platz befand. Es handelt sich bei dem Projekt um drei lang gestreckte, L-förmige Gebäudeteile, die auch einzeln realisiert und vermarktet werden könnten. Die Fassade soll straßenseitig aus Stein und zur Spree hin aus Glas gebaut werden. Sie lässt einen zehn Meter breiten Streifen für einen geplanten Uferwanderweg frei, den sie aber in den oberen Geschossen überragt. Die Dachterrasse mit Holzplanken und die hölzernen Stege vor den Büros sollen an ein Bootsdeck erinnern, während ein erhöhtes Staffelgeschoss Assoziationen an eine Kapitänsbrücke wecken soll. Die Innengestaltung der 1.600 m² großen Nutzfläche ist flexibel ausgelegt.
Die Baugenehmigung für das Columbus-Haus wurde 2004 erteilt und 2008 verlängert. Der ursprüngliche Eigentümer, die Wayss & Freytag AG Projektentwicklung mit Sitz in Frankfurt/Main, hat das Grundstück und die Baugenehmigung allerdings an ein spanisches Unternehmen verkauft. Dieses wird das Büroprojekt wohl nicht weiterverfolgen, sondern einen neuen Bauantrag stellen, bei dem eine Wohnnutzung überwiegen wird. Seit 2004 betreibt das Sport- und Kulturzentrum YAAM (Young African Art Market) auf dem Gelände Jugendarbeit.

#### Postareal mit Postbahnhof
Bei dem Postareal handelt es sich um ein ca. 4,2 Hektar großes Grundstück in der Nähe des Ostbahnhofs, das im Westen von der Straße der Pariser Kommune, im Norden von den Bahngleisen, im Osten von der Mariane-von-Rantzau-Straße und im Süden von der Mühlenstraße eingegrenzt wird. Im Zentrum des Geländes steht der denkmalgeschützte Postbahnhof, der von 1906 bis 1908 nach Entwürfen des damaligen Postbaurats Wilhelm Tuckermann errichtet wurde. Er ist 4300 m² groß und umfasst zwei große Postverladehallen, eine Einpackkammer und eine Gleishalle. Die Räumlichkeiten werden vor allem vom FritzClub des Jugendsenders Fritz als Eventlocation und für Konzerte genutzt, es finden aber auch oft Ausstellungen (u. a. Körperwelten) und verschiedene andere Veranstaltungen statt, zum Beispiel die Berlin Fashion Week.
Im Umfeld des Postbahnhofs ist ein neues Stadtquartier für Büros, kreative Unternehmen, Wohnungen, Hotels, Freizeit, Gastronomie, Einzelhandel und einzelhandelsnahe Dienstleistungen geplant. Über sogenannte „Spreefenster“ soll es mit dem ebenfalls geplanten Park an der Spree (siehe unten) verknüpft werden. Der Bebauungsplan legt Baublocks mit einer Höhe von 26 und 37 Metern fest; es sind aber auch zwei Hochhausneubauten mit einer Höhe von 96 bzw. 118 Metern vorgesehen. Die Bürgerinitiative Mediaspree versenken kritisiert an dem Projekt vor allem die Dimension der Baumasse, die entstehende Verschattung sowie den geringen Wohnanteil von 16,6 Prozent an der Gesamtgeschossfläche.

#### Park an der Spree
Bei dem Park an der Spree handelt es sich um eine rund 2,1 Hektar große öffentliche Grünanlage, die zwischen dem Postareal (siehe oben) und der Spree angelegt werden soll. An seinem östlichen Ende soll der Brommysteg (siehe unten) errichtet werden. Der Park wird als Fortsetzung der weiter östlich angrenzenden Spreeuferpromenade an der East Side Gallery verstanden (East-Side-Park, siehe oben). Er wurde vom Bezirksamt Friedrichshain-Kreuzberg in Auftrag gegeben und vom Büro für Landschaftsarchitektur Häfner/Jiménez entwickelt. Die Baukosten betragen 620.000 Euro.
Wie die Promenade gliedert sich der Park in zwei Bereiche. Aus Denkmalschutzgründen bleiben die Mauer und der mittige ehemalige Kolonnenweg erhalten. Der Raum zwischen Mauer und Spree soll hauptsächlich als ausgedehnte Rasenfläche gestaltet werden; zum Fluss hin sollen rund 80 japanische Kirschbäume gepflanzt werden. Sie stehen auf der lang gezogenen Fläche oberhalb der Böschungskante und sind in einzelne Blöcke gegliedert. In der Mitte des Parks soll ein Bootsanleger für den Linienschiffsverkehr angelegt werden. Im westlichen Teil ist ein sogenanntes „Globe-Theater“ vorgesehen, das durch das Kultur- und Zirkuszelt shake! genutzt werden könnte, das sich heute schon an dem Standort befindet.

#### Living Levels
Living Levels ist ein sich an der Mühlenstraße 60 befindliches Wohnhochhaus. Grundstückseigentümer und Projektentwickler ist die in Berlin ansässige Living Bauhaus Unternehmensgruppe. Der Entwurf stammt vom Architekturbüro Tchoban Voss Architekten.
Bei dem Gebäudekörper handelt es sich um einen 14-geschossigen Wohnturm mit Lobby und Parkgarage im Erdgeschoss und einem spreeseitigen Café/Restaurant im Untergeschoss mit Zugang zum Uferweg. Das Gebäude hat eine Höhe von rund 60 Metern und es lässt eine zehn Meter breite Uferpromenade zum Spreeufer frei. Die Rückseite des Gebäudes (Nordseite) ist entlang dem Baudenkmal „Mauer“ der East-Side-Gallery ausgerichtet. Ursprünglich sollte das Gebäude den Abschluss einer Kette aus Einzelhäusern am Spreeufer bilden, die jedoch bis auf das geplante Projekt Waterfront Living auf dem Nachbargrundstück Mühlenstraße 61–63 rückabgewickelt wurden. An der Westseite des geplanten Wohnturms ist der Wiederaufbau der Brommybrücke geplant. Seine Umsetzung wird voraussichtlich erst dann ernsthaft in Erwägung gezogen, wenn die Projekte auf dem Postareal (siehe oben) und auf dem Anschutz-Gelände (siehe unten) abgeschlossen sind und sich eine wohnungsnahe Infrastruktur entwickelt hat. Baubeginn war am 27. Februar 2013, am 17. April 2014 fand das Richtfest statt. Mittlerweile ist die Gebäudefassade fertiggestellt. Die Gesamtfertigstellung ist für Herbst 2015 geplant.

#### Anschutz-Gelände
Im Umfeld der heutigen Uber Arena entsteht das sogenannte Anschutz-Gelände, benannt nach dem US-amerikanischen Investor Philip F. Anschutz. Es handelt sich um ein Stadtviertel mit rund 520.000 m² für Freizeit-, Sport- und Erholungsflächen sowie für Einzelhandel, Büros und Wohnungen. Westlich der Uber Arena ist beispielsweise ein „Entertainment-Center“ geplant, das unter anderem ein „Currywurst-Museum“ beherbergen soll. Des Weiteren sollen fünf Hochhäuser zwischen 50 und 138 Metern gebaut werden; die meisten anderen Gebäude sind ca. 28 Meter hoch. Freiflächen sind, abgesehen von einem Kinderspielplatz, nicht geplant.

#### Quartier in Orange
Das Quartier in Orange ist ein Projekt der Berliner Stadtreinigungsbetriebe (BSR) an der Mühlenstraße 9/10. Bis 2008 hatte allerdings erst das Kundendienstzentrum den neuen Standort bezogen; die Hauptverwaltung hat ihren Sitz in Tempelhof. Nach Ansicht der Investoren bietet das Gelände zwischen Oberbaumbrücke, East Side Gallery und O2 World Berlin weiteres Entwicklungspotential und ist flexibel erweiterbar. Auf verschiedenen Baufeldern könnten weitere Gebäude errichtet werden, zum Beispiel um bis zu 4.000 m² Einzelhandelsmöglichkeiten zu schaffen.

#### Hochhaus an der Elsenbrücke
Die Freiflächen des Osthafens (Stralauer Allee 3–16) sollen mit einer Kette von 20 und 24 Meter hohen Gebäuden dicht am Spreeufer bebaut werden. An der Elsenbrücke ist ein 90 Meter-Turm geplant, der zusammen mit den auf der anderen Seite der Brücke stehenden Treptowers der Allianz Versicherung ein sogenanntes „Stadttor“ bilden soll. Im März 2008 wurden der Eigentümerin BEHALA Bauvorbescheide erteilt, woraufhin sie die fraglichen Baugrundstücke an Investoren verkaufte. Der Bebauungsplan für den Osthafen ist jedoch noch nicht festgesetzt. Die Bürgerinitiative Mediaspree versenken wendet sich vor allem gegen die Hochhaus-Pläne und die dichte Uferbebauung. Seit Juli 2008 wird sie in ihren Forderungen teilweise von der Bezirksverordnetenversammlung (BVV) von Friedrichshain-Kreuzberg unterstützt, die zugesichert hat, das geplante Hochhaus an der Elsenbrücke zu verhindern.

### Südliches Spreeufer von Ost nach West

#### Fanny-Zobel-Straße
Das Grundstück an der Fanny-Zobel-Straße 13–21 befindet sich zwischen den Treptowers und den TwinTowers. Es ist derzeit unbebaut und wurde 1999 von der Dritte Adler Real Estate GmbH & Co. KG erworben. Im Herbst 2011 ging das rund 7000 Quadratmeter großes Grundstück in den Besitz der Agromex GmbH & Co. KG über, die im Anschluss einen Architekturwettbewerb auslobte. 14 nationale und internationale Architekten reichten ihre Vorschläge zur Bebauung des Grundstücks ein. Als Sieger ging das Berliner Büro Pysall Architekten hervor, dessen Entwurf drei solitäre Einzelbauten vorsieht. Neben zwei Wohntürmen mit 99 und 110 Metern ist ein Hotelneubau mit 200 Zimmern, ein 3000 Quadratmeter umfassender Bürgerpark sowie eine Tiefgarage mit 300 Fahrrad- und 400 Pkw-Stellplätzen vorgesehen. Das hierfür notwendige Bebauungsplanverfahren läuft derzeit.

#### Yachthafen am Osthafen
Unter Einbeziehung des ehemaligen Grenzsicherungsstegs, der sich mitten im Osthafen mehrere hundert Meter lang erstreckt, soll auf der Spree eine Marina mit Clubhaus und dem Spreebalkon entstehen. Außerdem sind eine Bar mit Lounge sowie Anlegestellen für Wassertaxis und Linienschiffe geplant. Die Arena Berlin hat einen entsprechenden Entwurf von den Architekten Grazyna und Jerzy Wilk anfertigen lassen.

#### Neue Spreespeicher
Auf dem rund 10.000 m² großen Grundstück an der Cuvry- Ecke Schlesische Straße (ehemalige Cuvrybrache) baute die IVG Immobilien AG die Neuen Spreespeicher. Bei den Bauten handelt es sich um zwei 160 Meter lange, fünfgeschossige Gebäude mit drei weiteren Staffelgeschossen im traditionellen Kontorhausstil, die sich zur Spree hin öffnen. Vorgesehen ist eine Nutzung für Officelofts, kleinteiligen Einzelhandel und Gastronomie. Baubeginn war Januar 2018.

#### Doppelkaianlage May-Ayim-Ufer
Die 1895 errichtete Doppelanlegestelle Gröbenufer (heute: May-Ayim-Ufer) sowie die mit ihr unterirdisch verbundenen Katakomben werden von Januar 2007 bis Dezember 2009 denkmalgerecht saniert und erneuert. Nach Fertigstellung der Instandsetzungsarbeiten ist eine gastronomische und kulturelle Nutzung vorgesehen, zum Beispiel für Ausstellungen. An den öffentlich zugänglichen Stegen sind Anlegestellen für Fähren und Wassertaxis geplant. Außerdem soll die Bedeutung der Kaianlage als Ort des Gedenkens für Maueropfer über eine Informationstafel hervorgehoben werden. An den ursprünglich in der Mitte der Anlage vorhandenen Leuchtturm, der im Zweiten Weltkrieg zerstört wurde, wird ein künstlerisch gestalteter Signalmast erinnern. Das Projekt wird im Rahmen des städtebaulichen Förderprogramms Stadtumbau West realisiert. Seine Gesamtkosten belaufen sich auf rund 2,5 Millionen Euro.

#### Brommysteg

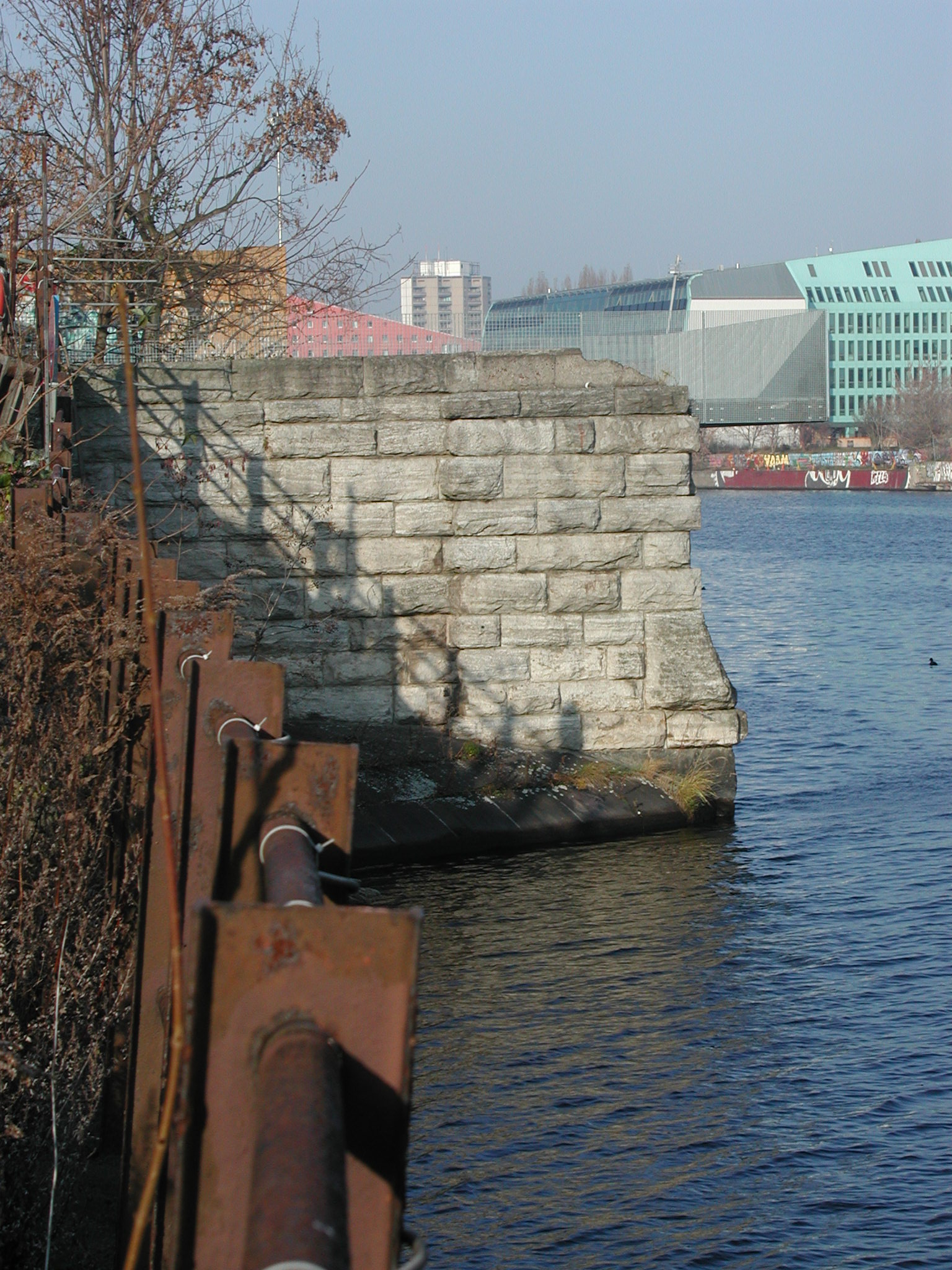
Restaurierte Teile der ehemaligen Brommybrücke – der Spreebalkon

Bis 1945 gab es ungefähr auf halbem Wege zwischen der Schillingbrücke und der Oberbaumbrücke eine weitere Spreequerung – die Brommybrücke. Sie wurde von 1907 bis 1909 erbaut und im Zweiten Weltkrieg von der Wehrmacht gesprengt, um so der anrückenden Roten Armee den Vormarsch zu erschweren. Im Zuge des Projektes Mediaspree war ein Wiederaufbau der Brommybrücke geplant. Nach öffentlichen Protesten und einem ablehnenden Bürgerentscheid rückte man von den Plänen für eine Straßenbrücke wieder ab. Letzte Entwürfe sehen einen temporären „Kunststeg“ vor. Dieser würde in einfacher Gerüstbauweise mit integrierten Holzbohlen errichtet werden und soll auf mehreren Plattformen sowohl Raum für Ruhe und Entspannung bieten, als auch für Events und Veranstaltungen. Zwei zum Ensemble gehörende Türme könnten medial beleuchtet und für Videoinstallationen genutzt werden. Die Baukosten für diesen Steg sollen sich auf unter einer Million Euro belaufen.
Andererseits existieren auch verschiedene andere Entwürfe, unter anderem einer des Architekten Gerhard Spangenberg für eine 14,5 Millionen Euro teure bewohnbare Brommybrücke. Und für den Fall, dass die Brommybrücke als Steg gebaut wird, ist geplant, in 200 m Entfernung auf Höhe der Manteuffelstraße eine zusätzliche Straßenbrücke für Bus und Straßenbahn zu errichten. Die Bürgerinitiative Mediaspree versenken befürchtet eine spätere Öffnung für den Autoverkehr und eine drastische Erhöhung des Verkehrsaufkommens in den angrenzenden Wohngebieten.

#### Viktoria-Speicher I

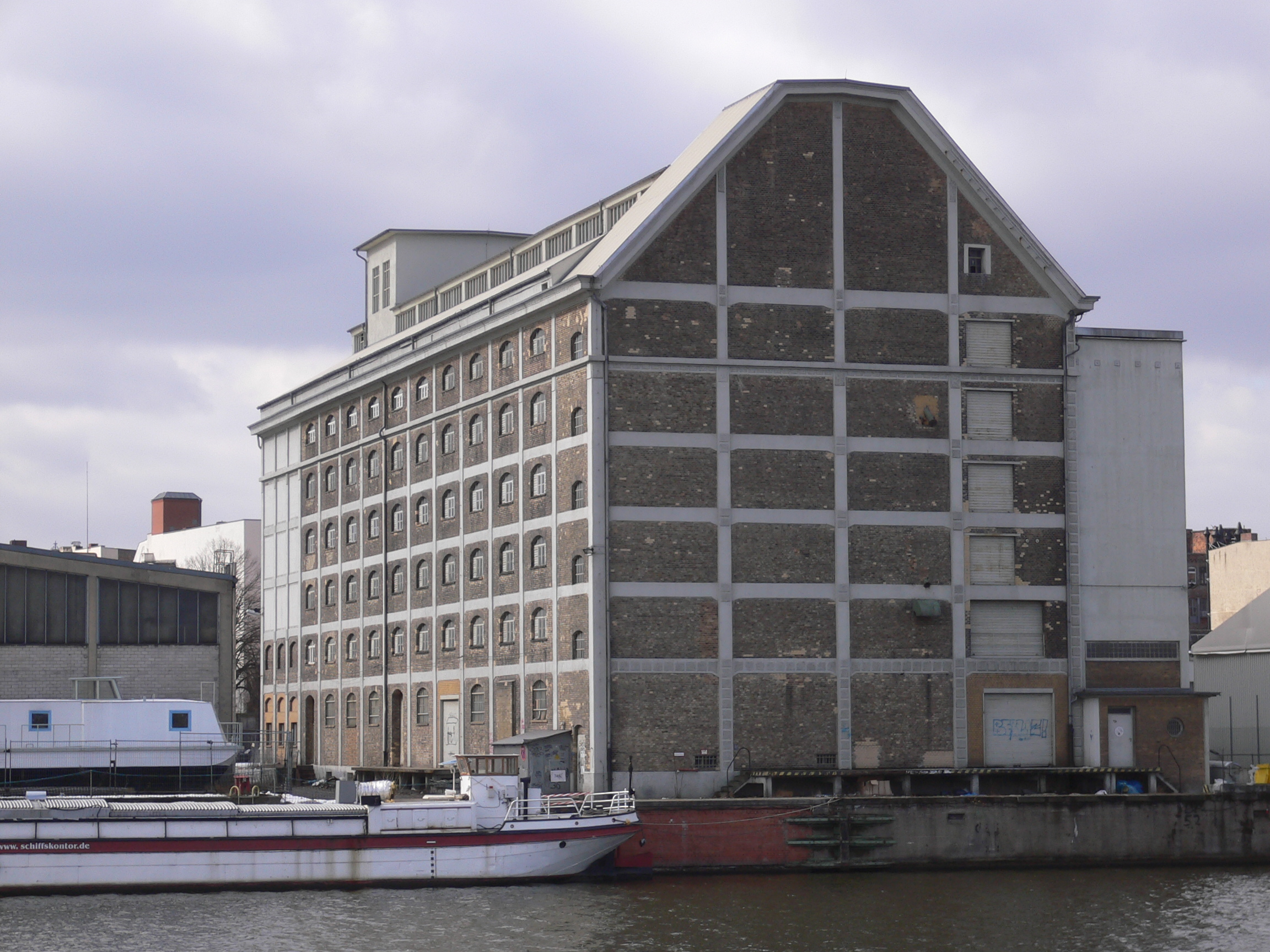
Der Viktoriaspeicher I von der Spreeseite

Das Gelände um den Viktoria-Speicher hat bei einer Länge von ca. 300 Meter und einer Breite von 140 Meter eine Größe von rund 4,2 Hektar. Es liegt an der Köpenicker Straße 20a–29 und wird von der Schillingbrücke im Westen, der Spree im Norden, der ehem. Velvet-Fabrik im Osten und der Köpenicker Straße im Süden begrenzt. Auf dem Grundstück befinden sich mehrere eingeschossige Hallen, geprägt wird es aber vom Viktoria-Speicher, der 1910 von Franz Ahrens errichtet wurde. Als Zeugnis moderner Industriearchitektur steht er unter Denkmalschutz.
Die Hallen werden von ca. 20–30 Firmen genutzt, die die Flächen von der Grundstücksbesitzerin BEHALA angemietet haben. Unter anderem hatte zum Beispiel der Baustoffhändler Dämmisol Verkaufs- und Lagerflächen eingerichtet. Da die BEHALA das Grundstück aber im Rahmen von Mediaspree meistbietend verkaufen will, wurden bestehende Mietverträge gekündigt. Das konnte spätestens bis zum 31. Dezember 2008 geschehen.
Im Zuge einer Neubeplanung könnten die Hallen abgerissen werden. Der Viktoria-Speicher wurde bis Februar 2009 restauriert. Er ist das Herzstück eines neuen Stadtteilzentrums mit Geschäften und Kultureinrichtungen. Es soll im April 2009 eingeweiht werden und auch auf dem Wasserweg erreichbar sein. Außerdem existiert ein städtebaulicher Entwurf bis zum Beschluss zur Aufstellung eines Bebauungsplanes. Er stammt vom Architekturbüro Mola Winkelmüller und beinhalten eine Uferpromenade, Grünstreifen und eine mehrgeschossige Bebauung.

#### Spreeport
Spreeport ist ein Großprojekt der HOCHTIEF Construction AG in Kooperation mit der A.L.E.X. Bau GmbH und der Kilian Projektmanagement Berlin GmbH. Es handelt sich um das Areal am Paula-Thiede-Ufer zwischen Eisfabrik und Engeldamm. Der erste Bauabschnitt – das ver.di-Bürogebäude – wurde im Juli 2004 fertiggestellt; der zweite Bauabschnitt an der Köpenicker Straße 36–38 wird zurzeit realisiert. Im 19. Jahrhundert befanden sich an dieser Stelle der Spree Holzlagerstätten und Märkte sowie Kalkscheunen; im 20. Jahrhundert wurde ein Plattenbau errichtet. Nun sollen an der Stelle neue Büro- und Gewerbeflächen sowie Wohnungen, Appartements und Boardinghouses entstehen. Mit dem Angebot sollen vor allem IT-Unternehmen, Bio-Tech- und High-Tech-Firmen sowie Home- und Teleworker angesprochen werden.

#### Eisfabrik

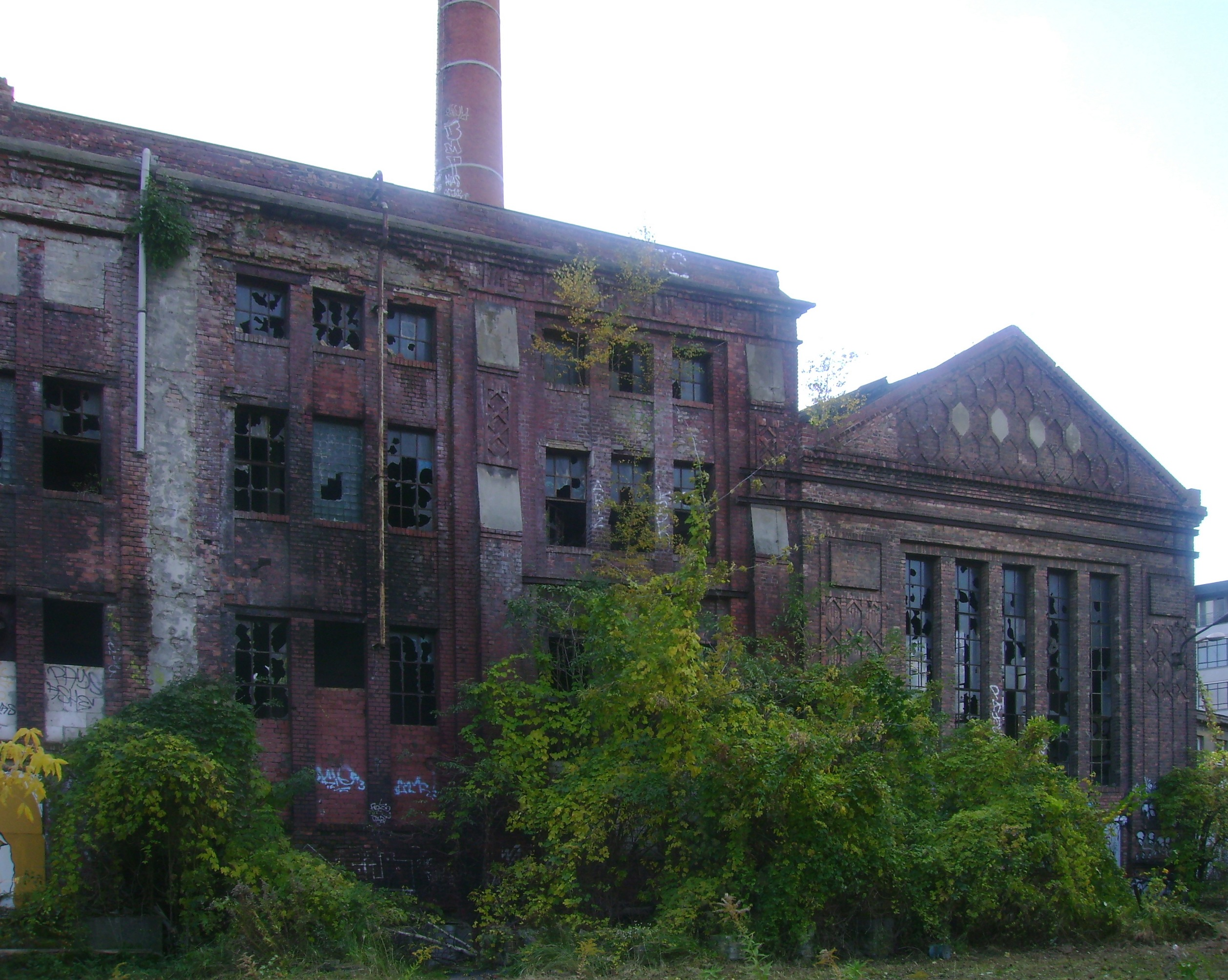
Fassade der Eisfabrik

Die ehemalige Eisfabrik der Norddeutschen Eiswerke AG befindet sich an der Köpenicker Straße 40/41 und ist eine der ältesten noch erhaltenen Eisfabriken in Deutschland. In ihr wurde von 1896 bis 1995 künstliches Eis produziert. Die rund 11.000 m² große Gesamtanlage besteht aus zwei Höfen mit Wohn- und Fabrikgebäuden. Zu ihr gehören auch drei Kühlhäuser sowie ein Kessel- und Maschinenhaus, das sich durch eine klare, neoklassizistische Ziegelarchitektur nach dem Vorbild der frühen Moderne auszeichnet.
Im Jahr 1995 übernahm die Treuhand Liegenschaftsgesellschaft (TLG) die Verwaltung des Objekts. Im November 2008 verkaufte sie die denkmalgeschützte Eisfabrik an die Bochumer TELAMON GmbH. Diese ist auch Eigentümerin des auf dem gegenüberliegenden Spreeufer gelegenen Radialsystem V und ließ eine umfangreiche Bestandsaufnahme und Detailplanung vornehmen. Bereits konkrete Abrisspläne des Architekten Ivan Reimann aus dem Jahr 2005, die einen Neubau aus Glas vorschlugen, scheinen damit vom Tisch zu sein. Für den Erhalt der Eisfabrik hatte sich eine Bürgerinitiative gegründet. Wann mit der Sanierung der Eisfabrik begonnen wird, ist aber noch nicht absehbar. Es steht aber bereits fest, dass die künftige Nutzung in der Kreativwirtschaft angesiedelt sein soll.
Die Wohnhäuser an der Köpenicker Straße sowie die Kühl- und Lagerhäuser im rückwärtigen Teil des Areals sind nach wie vor im Besitz der TLG Immobilien. Für die eingereichte Planung existiert ein positiver Bauvorbescheid, der eine Abrissgenehmigung für die historischen Kühlhäuser beinhaltet. Auch in diesen Bereichen ist die künftige Nutzung bisher noch nicht festgelegt. Es ist aber vorgesehen, einen neuen Bürostandort zu errichten, der sich aus Neubauten und vorhandener Wohnbebauung zusammensetzt.
Das vorhandene Wohnhaus und das Kühlhaus werden denkmalgerecht saniert.

## Sonstige Objekte im Mediaspree-Gebiet

### Nördliches Spreeufer von West nach Ost
- Bahnhof Berlin Jannowitzbrücke, S- und U-Bahnhof zwischen Holzmarktstraße und Jannowitzbrücke, Teil des Stadtbahnviadukts, technisches Denkmal
- Holzmarkt 25, Holzmarktstraße 25 (bis Herbst 2010: Bar25)
- Hauptpumpwerk der Berliner Wasserbetriebe, Holzmarktstraße 32, Pumpwerk und Zentrale des Leit- und Informationssystems Abwasser (LISA)
- Radialsystem V, Holzmarktstraße 33 (ehemaliges Abwasserpumpwerk V)
- Berlin Ostbahnhof, Koppenstraße 3, Fern-, Regional- und S-Bahnhof mit Ladenpassage, angeschlossenem Bürokomplex und InterCityHotel
- Maria am Ostbahnhof, Stralauer Platz 33/34, ehemaliger Club und Veranstaltungsort
- Young African Art Market (YAAM), Stralauer Platz 35, Sport- und Kulturzentrum für Jugendarbeit
- Speicher, Mühlenstraße 78–80, Diskothek und Restaurant, ehem. Mühlenspeicher und Getreidesilo
- East-Side-Gallery, Mühlenstraße, 1,3 km langer Abschnitt der Berliner Mauer, größte Open-Air-Galerie der Welt
- ehemalige Höhere Webeschule, Warschauer Platz 6–8, denkmalgeschütztes Gebäude am westlichen Rand der neu konzipierten Oberbaum City, bis 2006 Nutzung durch die Fachhochschule für Technik und Wirtschaft

### Südliches Spreeufer von Ost nach West

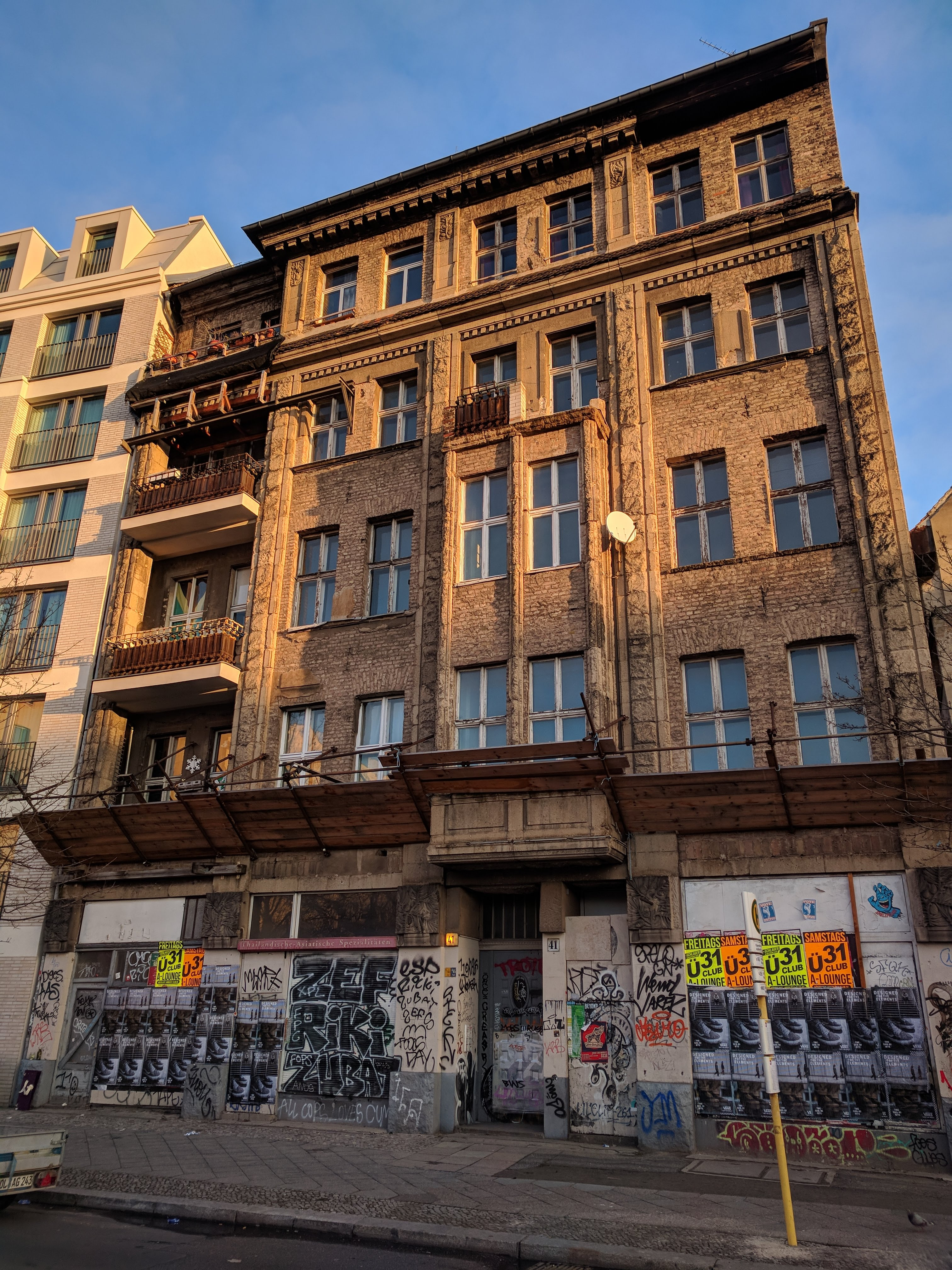
Köpenicker Straße 41, Dezember 2017

- Club der Visionäre, Am Flutgraben 2, Café und Veranstaltungsort
- Kunstfabrik am Flutgraben, Am Flutgraben 3, Kunst- und Kulturverein
- Freischwimmer, Vor dem Schlesischen Tor 2, Bar und Restaurant, ehemaliger Bootsverleih und -werkstatt
- Kaffeehaus Zur Pumpe, Vor dem Schlesischen Tor 3, ehemaliges Steuerhaus der Königlichen Wasserinspektion und einziges erhaltenes Akzisehaus auf der Lohmühleninsel, denkmalgeschützt
- Aral-Tankstelle, älteste erhaltene Tankstelle Berlins, denkmalgeschützt
- Otto Rauhut GmbH & Co., Schleusenufer 4, Tischlerei und Innenausbau
- Cuvrybrache, Cuvrystraße 50
- Zapf-Umzüge, Köpenicker Straße 14, bis dato Sitz von Europas größtem Umzugsunternehmen, das aber wahrscheinlich mittelfristig wegziehen wird
- ehemaliges Bunker-Bootshaus, Köpenicker Straße 48/49 (bis 2011: Kiki Blofeld, Club-Garten und Veranstaltungsort)
- KaterHolzig, Köpenicker Straße 50–52 (ehemalige Seifenfabrik)
- Schwarzer Kanal, Michaelkirchstraße 22/23, Wagenburg
- Heizkraftwerk Berlin-Mitte, Köpenicker Straße 59–73, kombiniertes Gas- und Dampfturbinen-Kraftwerk mit Kraft-Wärme-Kopplung

### Spreebrücken von West nach Ost
- Jannowitzbrücke
- Michaelbrücke
- Schillingbrücke
- Oberbaumbrücke
- Elsenbrücke

## Kritik
Das Mediaspree-Projekt war umfangreicher Kritik ausgesetzt. Befürchtet wurde die Vertreibung langjähriger Anwohner durch höhere Unterhaltskosten, die sich aufgrund der gezielten Gentrifizierung der umliegenden Wohngebiete ergibt.
Ebenso in der Kritik standen die Privatisierung des öffentlichen Raums und der „Stadtumbau von oben“, bei dem die Interessen und Befürchtungen der Anlieger nicht berücksichtigt würden. Es wurde von einer „teilprivatisierten Stadtpolitik“ gesprochen, da sich die Standortgemeinschaft Mediaspree vor allem als Ansprechpartner für Projekte und Investoren versteht und kaum Interesse für die Meinung der Anwohner zeige, während die für Mediaspree notwendige Infrastruktur an Straßen, Brücken und Beleuchtung aus der öffentlichen Hand finanziert werde. Dabei wird unter anderem auf die Subventionen in Millionenhöhe hingewiesen, mit denen zugezogene Unternehmen, wie zum Beispiel MTV und Universal Music, vom Berliner Senat unterstützt wurden.
Die Umgestaltung wildwachsender Spreeuferabschnitte wurde ebenfalls kritisiert. Bemängelt werden die fortan wenigen und engen, öffentlich zugänglichen Uferbereiche, die meist videoüberwacht seien. Die Befürchtungen einer von Werbetafeln geprägten Parkanlage an der East Side Gallery haben sich in den Augen der Kritiker bewahrheitet. Nicht nachvollzogen werden konnte von ihnen, dass für die Großbildleinwände der O2 World Berlin und eine dazugehörige Anlegestelle für Ausflugsboote und Wassertaxis trotz Denkmalschutzes ein 45 Meter langer Abschnitt der East Side Gallery entfernt wurde.
Subkulturen beklagen die Vertreibung zahlreicher alternativer Kulturprojekte wie dem Schwarzen Kanal, der Köpi, dem YAAM oder vieler bereits abgerissener Einrichtungen wie dem Ostgut, dem Casino oder dem RazzleDazzle zugunsten großer, kommerzieller Veranstaltungseinrichtungen und Unternehmen. Diese Entwicklung geht aus ihrer Sicht auf Kosten der kulturellen Vielfalt. Der Dokumentarfilm Bar 25 – Tage außerhalb der Zeit beschreibt unter anderem den Kampf gegen das Mediaspree-Projekt und die Schließung der Bar 25.
Ein weiterer Kritikpunkt war die Anerkennung des 2008 aufgelösten Mediaspree e. V. als gemeinnützig, obwohl er nur Grundstücksbesitzer und Investoren als Mitglieder zuließ. Auffassung der Kritiker war, dass sich hinter dem Ziel, eine langfristige und nachhaltige Entwicklung zu einem leistungsfähigen und attraktiven Wirtschafts- und Kulturstandort zu gewährleisten, lediglich die Durchsetzung privatwirtschaftlicher Interessen verberge.
Durch die heutige Uber Arena ergibt sich ein erhöhter Durchgangsverkehr, der von den Protestlern ebenfalls kritisiert wird. Sie konnten aber erreichen, dass von dem damit im Zusammenhang stehenden geplanten Wiederaufbau der Brommybrücke als Straßenbrücke vorerst wieder Abstand genommen wurde.

## Proteste

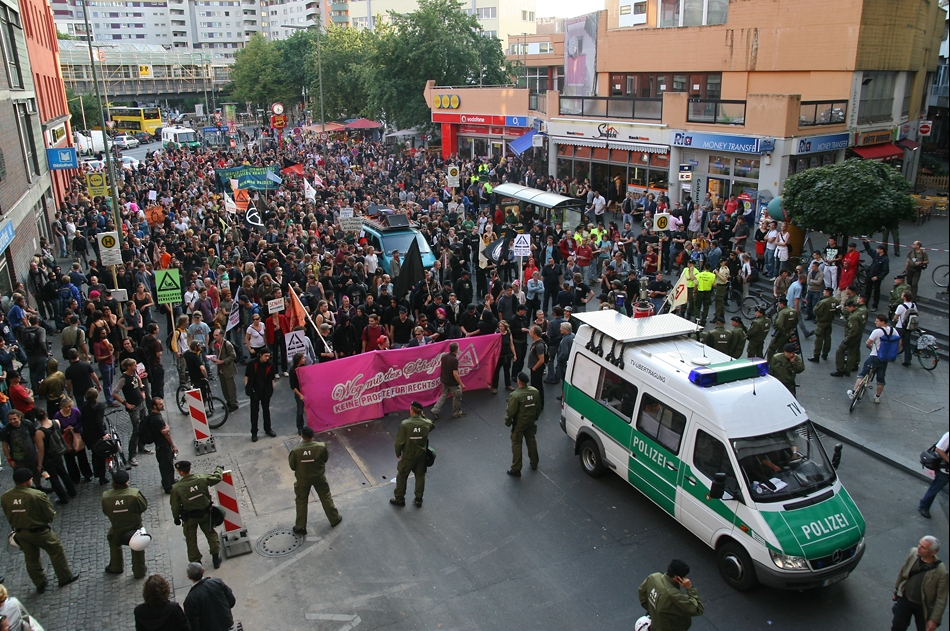
Anti-Mediaspree-Demonstration in Kreuzberg, September 2008

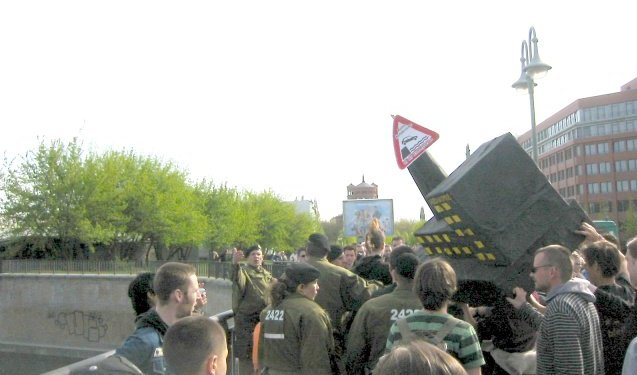
Versuchte symbolische Versenkung von Mediaspree auf der Michaelbrücke auf dem Kiezspaziergang am 22. April 2007

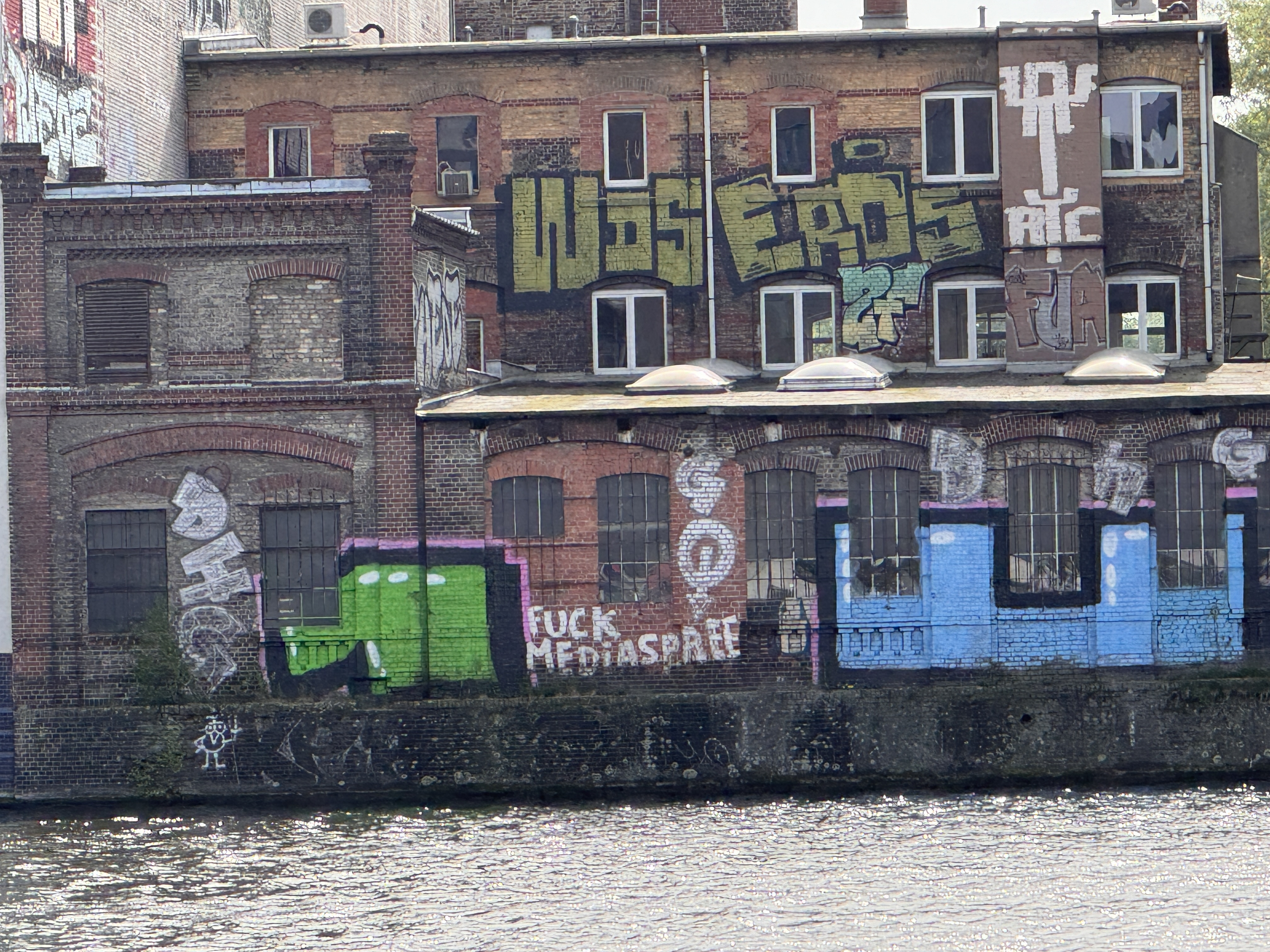
Anti-Mediaspree-Graffiti direkt an der Spree in Berlin-Mitte im März 2024

Gegen die Umstrukturierungspläne gab es zahlreiche Protestaktionen die unter anderem unterstützt wurden von Einrichtungen wie der Hedonistischen Internationalen, der Fuckparade und dem Transgenialen CSD, sowie einen erfolgreichen Bürgerentscheid.

### BürgerinitiativeMediaspree Versenken

Logo der Initiative Mediaspree versenken

Koordiniert werden die Proteste vor allem von der Bürgerinitiative Mediaspree versenken, die unter anderem von dem Architekten Carsten Joost initiiert wurde. Unter dem Slogan „Spreeufer für alle!“ organisierte das Bündnis Informationsveranstaltungen für Anwohner sogenannte „Kiezspaziergänge“ gegen das Projekt und begleitete ein Bürgerbegehren zur Mitgestaltung des Spreeufers.
Der Initiativkreis setzt sich aus der realpolitisch orientierten AG Spreeufer und der eher linksradikal ausgerichteten AG SpreepiratInnen zusammen. Er sieht sich als Interessenvertreter derjenigen, die ein Spreeufer als Grün- und Kulturfläche mit vielfältigen Nutzungen wollen. Zentrale Forderungen sind ein Mindestabstand von 50 Metern zum Spreeufer für sämtliche Neubauten, die Einhaltung der Berliner Traufhöhe von 22 Meter und ein Rad- und Fußgängersteg statt einer neuen Straßenbrücke. Zudem sollen bestehende Gebäude in ein Freiflächenkonzept integriert und durch Pavillons mit öffentlichen Nutzungen ergänzt werden können. Die verbleibenden Neubauflächen sollen so parzelliert werden, dass sich nicht nur wenige Großinvestoren engagieren können, sondern viele Nutzer, vor allem nichtkommerzielle, kulturelle Initiativen. Dem Bezirk wirft der Initiativkreis die Privatisierung öffentlicher Liegenschaften vor.
Aus Sicht der Bürgerinitiative wird mit der Planung von Mediaspree die historische Chance verspielt, eine Flussuferzone als Naherholungsraum mit hohen Freiflächenanteilen zu entwickeln. Der geplante Uferwanderweg und die Pocket-Parks seien für eine Millionenstadt wie Berlin nicht ausreichend. Das gesamte Projekt wird als Investition in den Hochpreissektor wahrgenommen, bei der es in erster Linie um eine profitable Uferbebauung mit privatisiertem Spreeblick geht, während der soziale Bereich außer Acht gelassen wird. Befürchtet wird, dass die geplante „Aufwertung“ des Gebiets zu steigenden Mieten, einer antisozialen Entwicklung der Stadt und zu Kulturvernichtung führen wird.
In einer Auswertung der Proteste und ihrer Auswirkungen bis 2013 wird ein Teilerfolg der Initiative verzeichnet. Öffentliche Bereiche des Spreeufers wurden im Vergleich zu früheren Entwürfen vergrößert.

### Bürgerentscheid „Spreeufer für alle!“
Gegen die Pläne von Mediaspree wurde am 13. Juli 2008 ein Bürgerentscheid durchgeführt, bei dem ein freier Uferstreifen von 50 m und der Verzicht auf Hochhausbebauung sowie auf die geplante neue Autobrücke über die Spree gefordert wurde. Die erforderliche Zahl an Unterstützungsunterschriften war innerhalb von fünf Monaten vorzeitig zu Stande gekommen und am 4. März 2008 offiziell beim Bezirk Friedrichshain-Kreuzberg eingereicht worden. Bei dem darauf folgenden Bürgerentscheid lag die Wahlbeteiligung mit 19,1 % über der notwendigen Marke von 15 %. Eine deutliche Mehrheit der Wähler (87 %) befürwortete die Alternativvorschläge der Initiative Mediaspree versenken. Laut der Organisation Mehr Demokratie handelt es sich damit um das bis dato erfolgreichste Bürgerbegehren Berlins. Bindend ist das Ergebnis jedoch nicht. Während die Kreisverbände von SPD und Grünen im Anschluss forderten, den Bürgerwillen so schnell wie möglich umzusetzen, sicherte die Stadtentwicklungssenatorin Ingeborg Junge-Reyer den Investoren Planungssicherheit zu.
Bei Umsetzung des Bürgerentscheids beliefen sich nach Angaben des Bezirksamts die Entschädigungskosten an die Investoren auf 164,7 Millionen Euro. Die Bürgerinitiative weist diese Schätzung jedoch als falsch zurück, da es sich bei den genannten Kosten um den Wert der gesamten Fläche des bei dem Bürgerentscheid betroffenen Spreeufers handele und der Bürgerentscheid sich lediglich auf die Neubauflächen beziehe.

### Demonstrationen

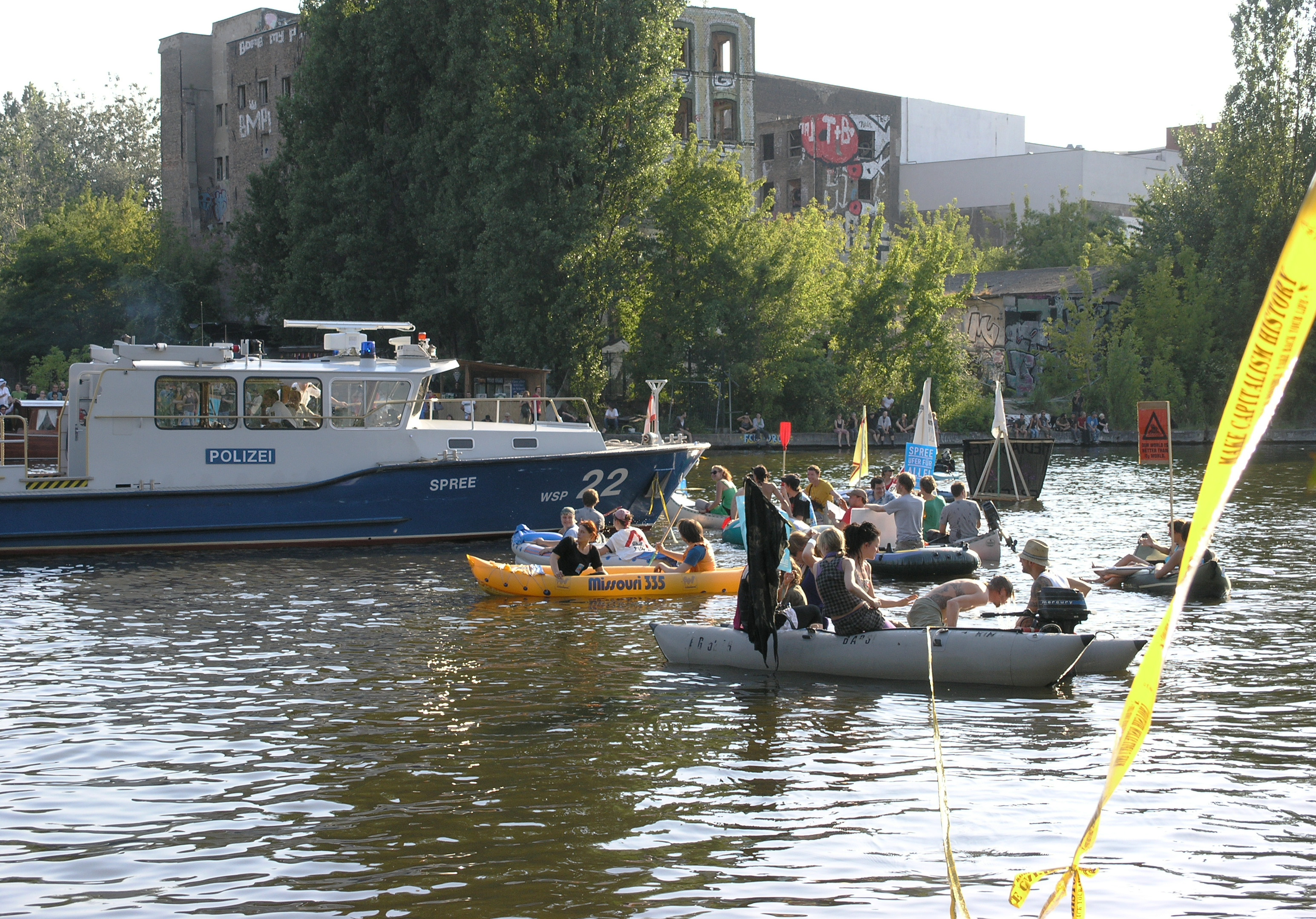
Demonstration am 1. Juli 2008 gegen Mediaspree

Für Aufsehen sorgte das „Investorenbejubeln“, eine Demonstration auf der Spree, bei der die Demonstranten mit Schlauch- und Tretbooten eine Schifffahrt der Mediaspree-Investoren begleiteten, welche daraufhin vorzeitig abgebrochen wurde.
Bei der „Spreeparade“, einer Großdemonstration am Vortag des Bürgerentscheids, zu der mehrere Organisationen und die Zwischennutzer des Spreeufers aufgerufen hatten, kamen etwa 5000 Menschen zusammen.
Rund 1500 Menschen protestierten am 10. September 2008 gegen die Eröffnung der damaligen O2 World Berlin, die von einem massiven Polizeiaufgebot gegen die Demonstranten abgeschirmt wurde.
Ein Jahr nach dem Bürgerentscheid, demonstrierte am 11. Juli 2009 das Megaspree-Aktionsbündnis aus Anwohnern, politischen Gruppen und Kulturprojekten gegen die „Vermarktung und Privatisierung“ des Spreeufers. An der Demonstration beteiligten sich nach Angaben der Veranstalter rund 8000 Menschen. Ein Jahr später, am 10. Juli 2010, demonstrierten im Rahmen der Megaspree-Demonstration erneut rund 5000 Menschen gegen Mediaspree, Gentrifizierung und die „Zubetonierung“ Berlins. Am 6. Juni 2010 protestierten unter dem Motto „Mediaspree entern“ rund 2000 Menschen gegen Mediaspree.

## Reaktionen
Der Bezirk Friedrichshain-Kreuzberg hatte bereits im Vorfeld auf das Bürgerbegehren Spreeufer für alle! reagiert und war in einem eigenen zur Abstimmung gestellten Vorschlag den Initiatoren entgegengekommen. Im direkten Vergleich erhielt die Alternative der Initiatoren den Vorzug bei den Wählern.
Der Bürgerentscheid ist nicht bindend. Dennoch ist der Bezirk von einigen Mediaspree-Plänen abgerückt. So soll auf den Hochhausneubau an der Elsenbrücke verzichtet werden und statt der geplanten Straßenbrücke soll nur ein Rad- und Fußgängersteg über die Spree gebaut werden. Damit kommt er zentralen Punkten des Bürgerbegehrens teilweise entgegen. Im September 2008 hat sich ein Sonderausschuss konstituiert, in dem Mitglieder der verschiedenen Fraktionen und der Bürgerinitiative Mediaspree versenken Möglichkeiten erörtern, Baupläne im Sinne des Bürgerentscheids zu ändern.
Auch den Forderungen nach einem mindestens 50 Meter breiten Uferstreifen wurde nachgegangen. So konnte mit dem Liegenschaftsfonds, der das Areal mit dem Maria am Ostbahnhof besitzt, ein Kompromiss erzielt werden: Der Uferstreifen dort soll statt der ursprünglich geplanten zehn Meter nun 20 bis 30 Meter breit werden und Platz für einen kleinen Park bieten. Ende Februar 2009 hat sich allerdings der Senat von Berlin in die Verhandlungen eingeschaltet. Er fürchtet Schadenersatzforderungen der Investoren, sollten Bebauungspläne geändert werden, und hat auch „schwere Bedenken“ gegen den Verzicht auf das Hochhaus an der Elsenbrücke. Er droht deshalb damit, dem Bezirk die Planungshoheit zu entziehen. Mediaspree, CDU und FDP sowie die Industrie- und Handelskammer begrüßen den Vorstoß, während die Initiative Mediaspree versenken eine Chancenverschlechterung fürchtet, weil sie nur über den Bezirk Einfluss nehmen kann.